# 阪急百貨店
阪急百貨店（はんきゅうひゃっかてん）は、エイチ・ツー・オー リテイリング株式会社（阪急阪神東宝グループ）傘下の株式会社阪急阪神百貨店が運営する日本の百貨店である。
また、株式会社阪急百貨店（英語: Hankyu Department Stores, Inc.）は、2008年9月30日までこれを運営していた企業である。2006年の「阪急・阪神経営統合」を契機として、もともとライバルであった阪神百貨店と経営統合を行い、阪急阪神百貨店による運営となった。
創業者は阪急電鉄の実質的創業者であり関西財界の雄と言われる小林一三で、大阪・梅田地区に本店を置く。この阪急百貨店うめだ本店はエイチ・ツー・オー リテイリングの旗艦店であり、日本国内では東京の伊勢丹新宿店に次ぐ売上を誇る旗艦店である。
なお法人としての株式会社阪急百貨店は、次の2つが存在した。
- 初代法人：1947年3月7日 - 2007年9月30日。現在のエイチ・ツー・オー リテイリング株式会社。
- 2代目法人：2007年10月1日 - 2008年9月30日。2008年10月1日付で株式会社阪神百貨店と合併し、株式会社阪急阪神百貨店となった。

## 歴史

### 創業から第2次世界大戦まで

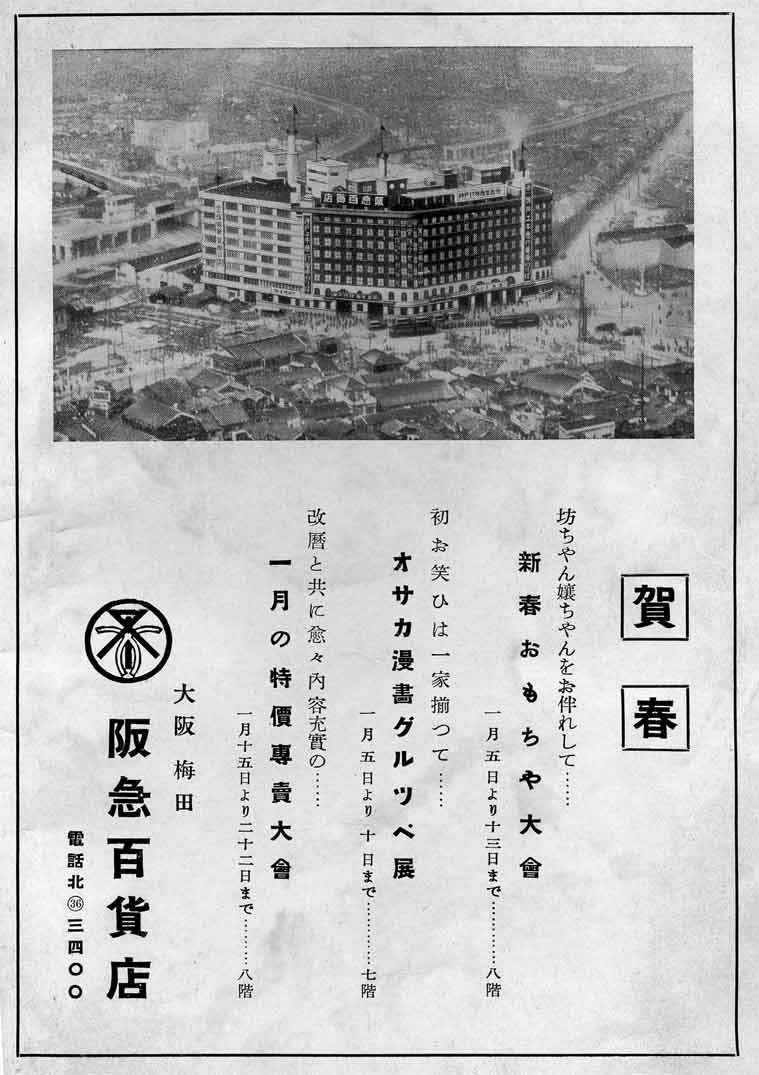
1936年（昭和11年）の雑誌広告

1920年11月1日に、5階建ての阪急梅田ビル1階に東京・日本橋の老舗呉服店系百貨店・白木屋を招致して白木屋梅田出張店が開店した。55坪の店舗で食料品や日用雑貨の販売を行わせ、11月5日、2階に阪急直営である大衆食堂の阪急食堂を開設したのが始まりである。
この白木屋の店舗を売上歩合制の家賃として売上実績のデータを入手し、そのデータから梅田駅（現在の大阪梅田駅）でのターミナルデパート（＝ターミナル駅直結の百貨店）の可能性を固く信じた小林一三は、契約期間満了を理由に白木屋との契約を解除して1925年6月1日に阪急梅田ビル2・3階に自社直営の食料品や生活雑貨中心のスーパーに近い形態の阪急マーケット、4・5階に直営の阪急食堂を移設して開業し、直営でのターミナルデパートの第一歩を踏み出した。
その後、梅田駅ビルを地上8階地下2階に全面改築して大幅に拡張し、敷地面積328坪で延べ床面積3,280坪という百貨店に相応しい規模の店舗を作って1929年4月15日に鉄道会社直営の電鉄系百貨店として阪急百貨店を開業した。
この開業は、1926年に現・近鉄大阪上本町駅に設けられた三笠屋百貨店に続く二番目のターミナルデパートであり、日本初の鉄道会社が経営するターミナルデパート（ターミナルデパートは欧米にない日本独特のもののため同時に世界初となる）でもあった。東急百貨店など全国の大手私鉄が阪急百貨店に倣ってターミナルデパートを設置し、民営化後のJRもジェイアール名古屋タカシマヤやジェイアール西日本伊勢丹など既存大手百貨店と協力して百貨店を出店するなど、その後の鉄道会社の経営手法（＝多角化）に対して大きな影響を与えた。鉄道会社が百貨店を自ら経営する以外にも、南海難波駅（南海ビルディング）の髙島屋大阪店（本店）やJR博多駅（JR博多シティ）で当社が運営する博多阪急など、駅ビルのキーテナントとして百貨店を誘致する例もある。
開業直前の1929年4月13日・14日掲載の開店新聞広告に「どこよりもよい品物を、どこよりも安く売りたい」とのコピーを入れたように開業当初は大衆向けの路線を採り、沿線の行楽に向かう人々への弁当販売を手がけるなど、今日のターミナルデパートの雛形となった存在としても知られる。
経営の中心であった7・8階の大食堂は、高層階からの眺望や食券方式などの目新しさにより、人気を博した。看板メニューとして当時高級品だったライスカレーをコーヒー付き25銭で提供するなど、ランチも名物として話題となった。
開業直後に襲った昭和恐慌の時代に、ライスのみを注文してテーブルに備えられていたウスターソースをかけただけで食べるソーライスが流行した際は、他の店舗や当店の大食堂の店員が締め出しを図ろうとした。しかし、創業者の小林は「今は貧しいが、やがて結婚し子供ができる。その時ここでの食事を思い出し、家族で来てくれるだろう」と考えて「ライスだけの客歓迎」と張り紙をさせ、福神漬けまで付けて提供するなど、話題となった。
開業当初は雑貨の品揃えは悪くなかったものの、知識や経験の不足により呉服類が見劣りがして駅の賑やかさゆえにやや落ち着かないとされ、売上高も1日平均約2万円だった。しかし、1931年11月に敷地面積628坪で延べ床面積6,191坪として1日平均3.1万円の売上を上げ、1932年12月に延べ床面積12,000坪で1日平均5万円の売上へと阪急梅田ビルの増築工事を完成させて増床を行って大衆路線が受けたことと合せて売上を順調に伸ばし、1936年に阪急梅田ビルの第4期増築工事が完成して売り場面積53,435m2にまで拡大した。
1932年12月の増床時に古美術品売場と茶室福寿荘開設が行われるとともに大阪で指折りの古美術店10店を集めて組織した充美会を結成してノウハウの不足を補って美術品の取り扱いの第一歩を踏み出した。
1934年9月に洋家具売場の一角に洋画陳列場を開設して春秋会洋画展を開設して洋画の取り扱いを始めるなど比較的早くから美術品の取り扱いを充実させていった。
1937年発行の機関誌「阪急美術」1号は、小林が「買つて置いて必ず損のないもの」と記述するように、これら美術品の販売でも百貨店全体の大衆路線が展開され、サラリーマンが購入できる美術品が取り扱われた。
1934年に直営製菓工場とアイスクリーム工場を開設して自社ブランドの菓子類の販売に乗り出すなど開業が比較的早い時期から食品関連の自社生産を開始するなど、食堂から発展した百貨店らしい事業展開も行った。
一般の小売店による百貨店規制運動に対応して1933年4月20日に創立総会を開催した。設立の認可申請をした日本百貨店商業組合に当店も設立時から参画していて、同組合は支店や分店の新設を制限する営業統制案を設立総会前日の19日に決定していた。
この日本百貨店組合による営業統制規程第三条を受けて、そごうは阪神元町食堂の営業委託がその規定に抵触するとして断った。それにも関わらず、阪神急行電鉄は駅に食堂を付属させることは当然認められるサービスだと主張して神戸・三宮に建設していた駅ビルへの食堂設置などを強行し、1936年4月11日に阪神急行電鉄神戸駅に完成した神戸阪急ビル内に神戸支店を開業して多店化に乗り出した。
1937年5月1日に豊中駅構内東改札口に配給所という小型店を開業した。同所で受けた注文を直ちに梅田の百貨店に連絡し、30分ごとに電車便を使って商品を配送して受注から1時間後に商品を届けた。これが好評だったため、同年12月4日までに同様の店舗を住吉、芦屋、帝塚山など合計38ヶ所展開して沿線での需要に応えた。
1938年1月1日に施行された百貨店法(第1次)により禁止されるまで、鉄道利用者の利便性を考慮して夜間営業も行ったが、同法により午後7時までに営業時間が規制されて夜間営業を廃止した。

### 第2次世界大戦後の独立と多店化

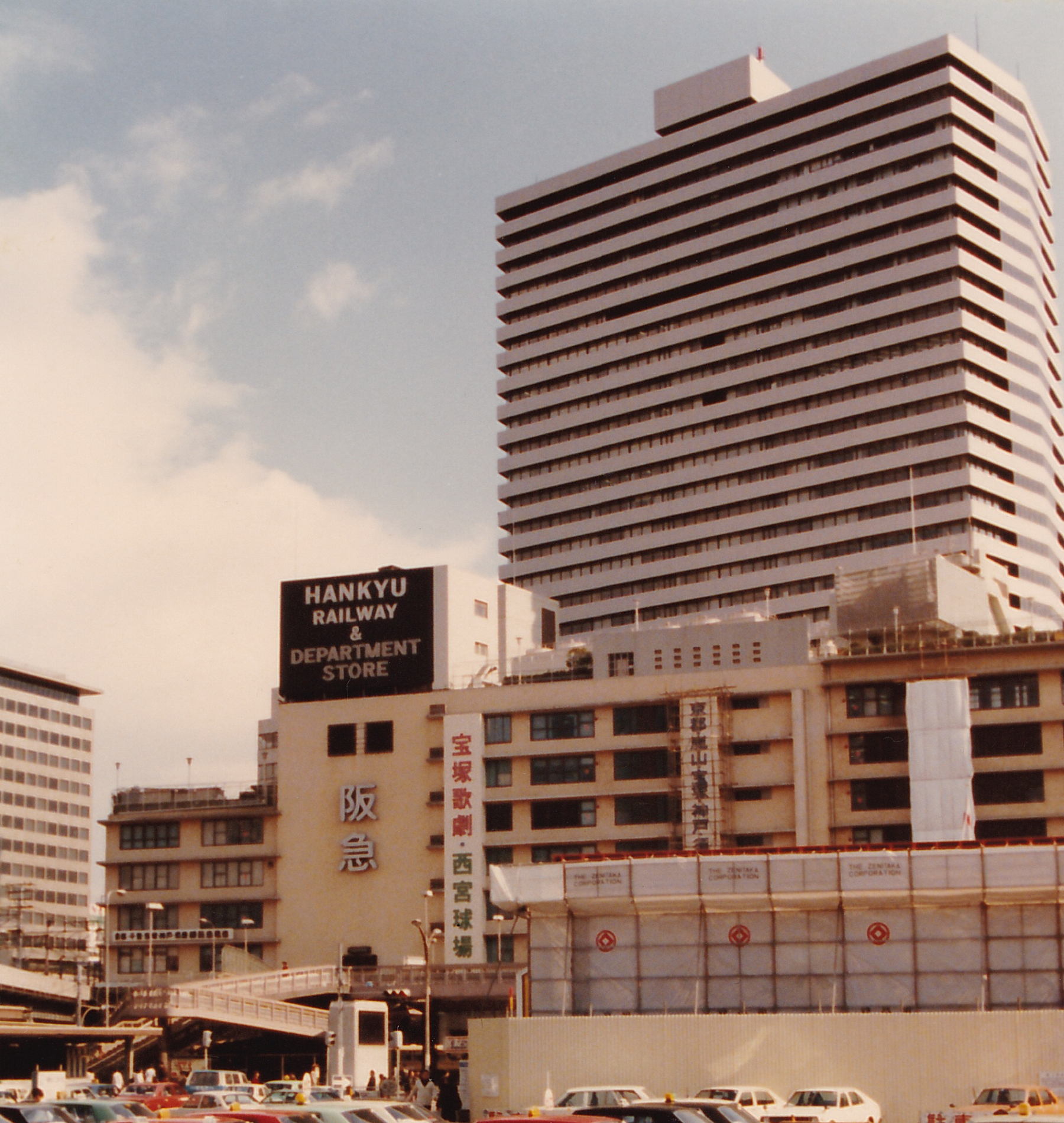
梅田阪急ビルと阪急グランドビル（1979年）

1945年8月28日に解散した京阪デパートの建物を買収して1946年に同店跡に食堂付きの天満橋マーケットを開業し、1947年3月7日に株式会社阪急百貨店を設立して4月1日から新会社で営業を開始して阪急電鉄から独立し、天満橋マーケットも阪急天満橋支店として新装開店した。
大阪より東京のほうが人口に対する百貨店の数が少ないため成長が見込めることから東京進出を計画し、1953年11月23日に国鉄大井町駅前に東京大井店を開業した。大丸に先行し、戦後の関西系百貨店の東京進出第一号となった。また、東芝社長の石坂泰三からの誘致を受けて、1956年5月29日にマツダビルディングへ数寄屋橋阪急を開業して銀座の一角へ進出するなど東京と近畿の双方に店舗を構える百貨店チェーンに成長した。
1957年6月12日と1961年4月25日と1969年11月23日に相次いで阪急梅田ビルの増築工事が相次いで竣工して、うめだ本店の増床を行い、本店の営業力の拡大･強化も図っていった。
京阪電気鉄道の淀屋橋駅までの延伸工事の際に地下を新線が通過する為に解体が決まったので、1961年に天満橋支店を閉鎖して京阪電気鉄道へ建物を返還した。しかし、1970年3月11日に大阪の千里ニュータウンに千里阪急、1976年10月15日に京都市の四条河原町交差点角に四条河原町阪急（阪急京都本線京都河原町駅直結）、1982年10月8日にうめだ本店の別館として阪急イングスを相次いで開業させて近畿の店舗網の強化･拡大を進めた。
1984年10月6日に東京の有楽町マリオンに有楽町阪急を出店したが、その後も京阪神地域での出店を推進した。1989年4月4日に兵庫県川西市に川西阪急、1992年10月1日に神戸ハーバーランドに神戸阪急、1993年4月15日に宝塚阪急と相次いで出店した。全国展開の前段階として、京阪神ドミナント戦略を進めようとの戦略であった。

### バブル崩壊後の出店
2000年3月17日に横浜市の港北ニュータウンに都筑阪急を核店舗とするショッピングセンターモザイクモール港北を開業させて初日に約10万人の客を集め、神奈川県への進出と郊外のショッピングセンターへの進出を図った。
続いて、堺市の新日鉄の工場跡地にショッピングモールの建設を計画していたが、ダイヤモンドシティ・プラウ（イオンモール堺北花田）の建設にとってかわられた。2004年10月28日に堺 北花田阪急はダイヤモンドシティ・プラウの核店舗として開業したが正式に開業した。2005年9月15日に兵庫県三田市のJR三田駅前に子会社の食品スーパー阪急オアシスと一体型の小型店の三田阪急を開業した。実現はしなかったものの2006年に長谷工コーポレーションなどが進めていた大阪市の京阪電気鉄道と大阪市営地下鉄（現在のOsaka Metro）北浜駅に直結する三越大阪店跡地の超高層マンションの低層部の商業施設部分に三田阪急と同様に阪急オアシスの食品スーパーと百貨店の衣料品売場などを組み合わせる形式での出店を構想して交渉を進めるなど、売上高のうめだ本店の依存率が50%を超える体質から脱して主力地盤である関西地区での営業基盤の強化を図ろうとした。
2008年11月26日に、西宮北口駅直結の大型ショッピングセンターである阪急西宮ガーデンズの核店舗の一つとして西宮阪急が開業した。当店は2012年3月期に前年比6.6%増の売上高約231.97億円を上げるなど、順調に売上を伸ばしている。
しかし、西宮阪急を除き、これらの郊外型店は期待したほど収益を上げなかった。このため、集客力のある駅ビル進出を目指し、2006年3月24日に博多駅ビルへの進出に向けて九州旅客鉄道（JR九州）と本格的な交渉に入ることを取締役会で決定して同年4月3日に正式に合意したことを発表し、2011年3月3日に博多駅駅ビルのJR博多シティの核テナントとして博多阪急を開業した。

### 食品スーパー事業の再編・強化
子会社の阪急共栄物産が2001年2月期の連結決算で売上高約238億円で当期純損失が7.3億円の赤字に陥るなど業績が伸び悩んだため、2003年1月1日付で阪急共栄物産を事業別に分社化して食品スーパー事業を行う資本金1億円の阪急ファミリーストアなど5社を設立し、同年3月1日に阪急共栄物産を吸収合併して100%出資子会社化した。
2006年3月27日に医療機器大手で食品スーパーも経営していたニプロから食品スーパー子会社のニッショーを約100億円で買収することを決定して同日発表し、ニッショーストアを傘下に収めて経営規模をほぼ倍増させるなど規模拡大を図った。
2006年9月に傘下の食品スーパーや食品メーカーなどの食品事業を統括する阪食を設立して阪急オアシスなど8社を同社の完全子会社とした。

### 不振店舗の業態転換や閉鎖
2004年8月31日に数寄屋橋阪急としての営業を終了して子会社の阪急ショッピングセンター開発に運営を移管し、同年10月8日に専門店ビルモザイク銀座阪急として開業し、2011年7月18日に有楽町阪急としての営業を終了して同年10月15日に全面改装して阪急メンズ・トーキョーとして開業して黒字転換を図った。
2010年8月22日に四条河原町阪急、2012年3月11日に神戸阪急と相次いで閉店させるなど不採算店の閉鎖を進めて収益性の高いうめだ本店などへの経営資源の集約を図った。

### うめだ本店の建て替えと別館

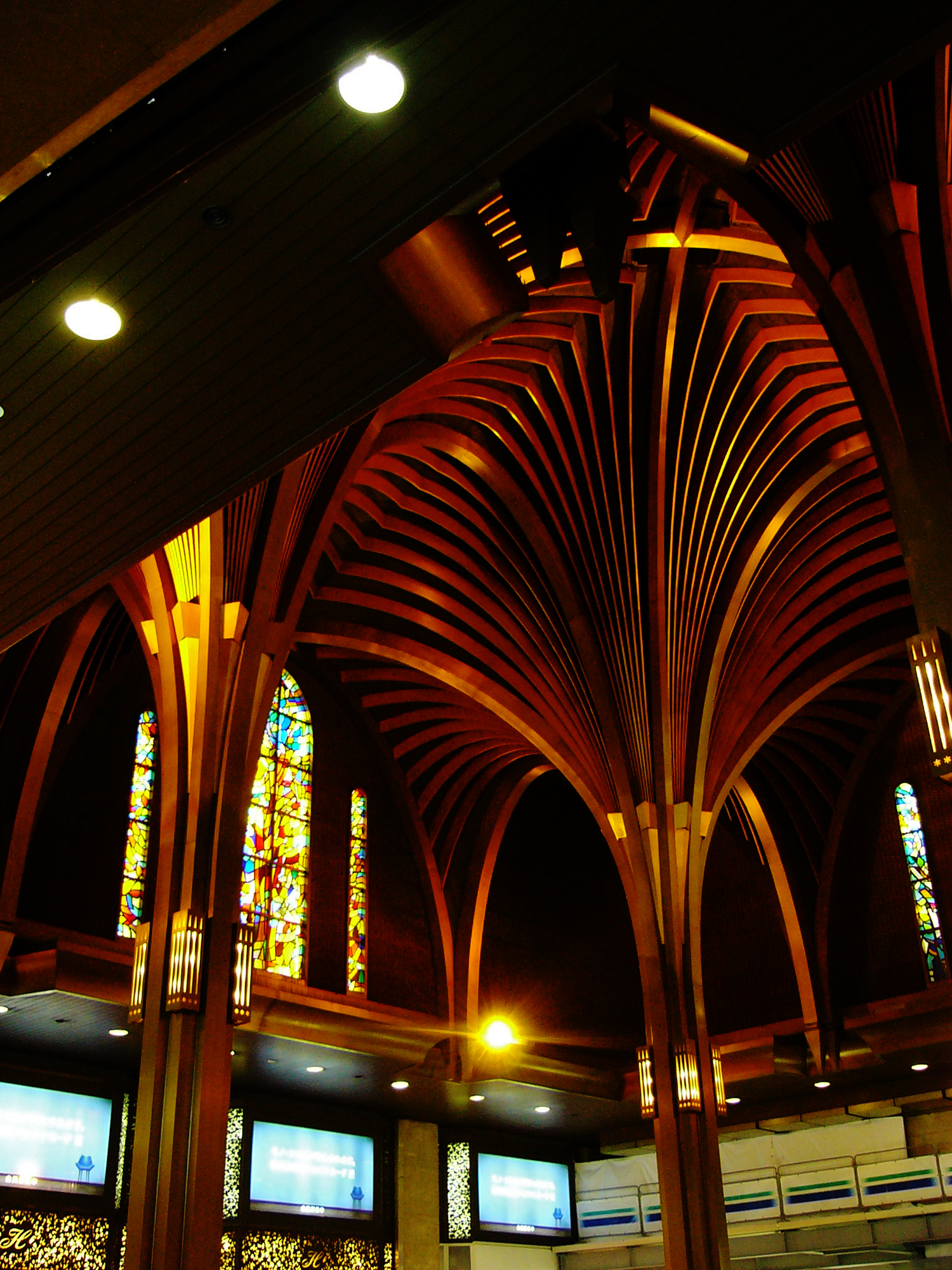
うめだ本店前「バロックドーム」（2005年（平成17年）6月18日撮影）※現存せず

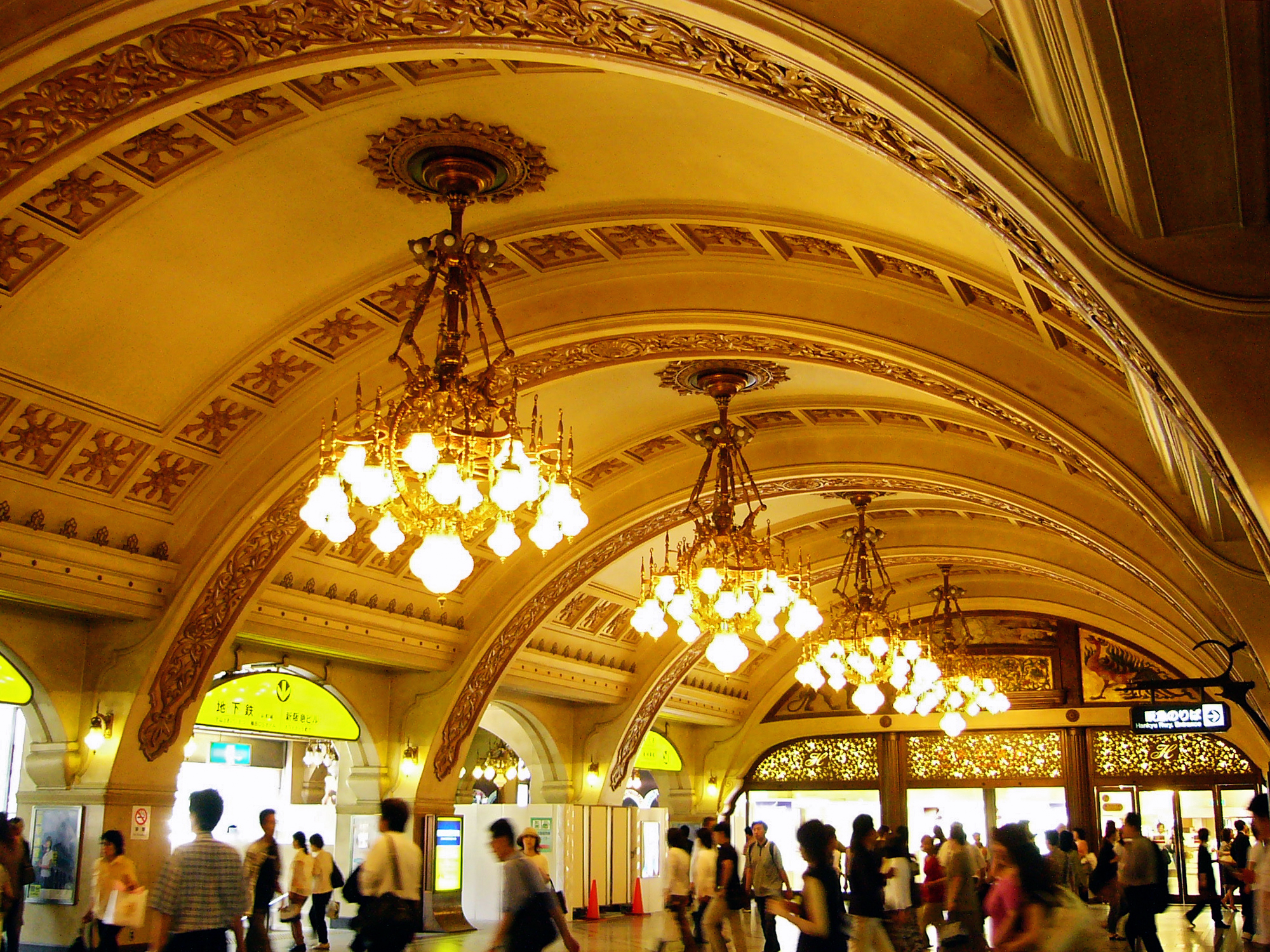
阪急梅田駅駅旧コンコース側入口（2005年（平成17年）6月18日撮影）※現存せず

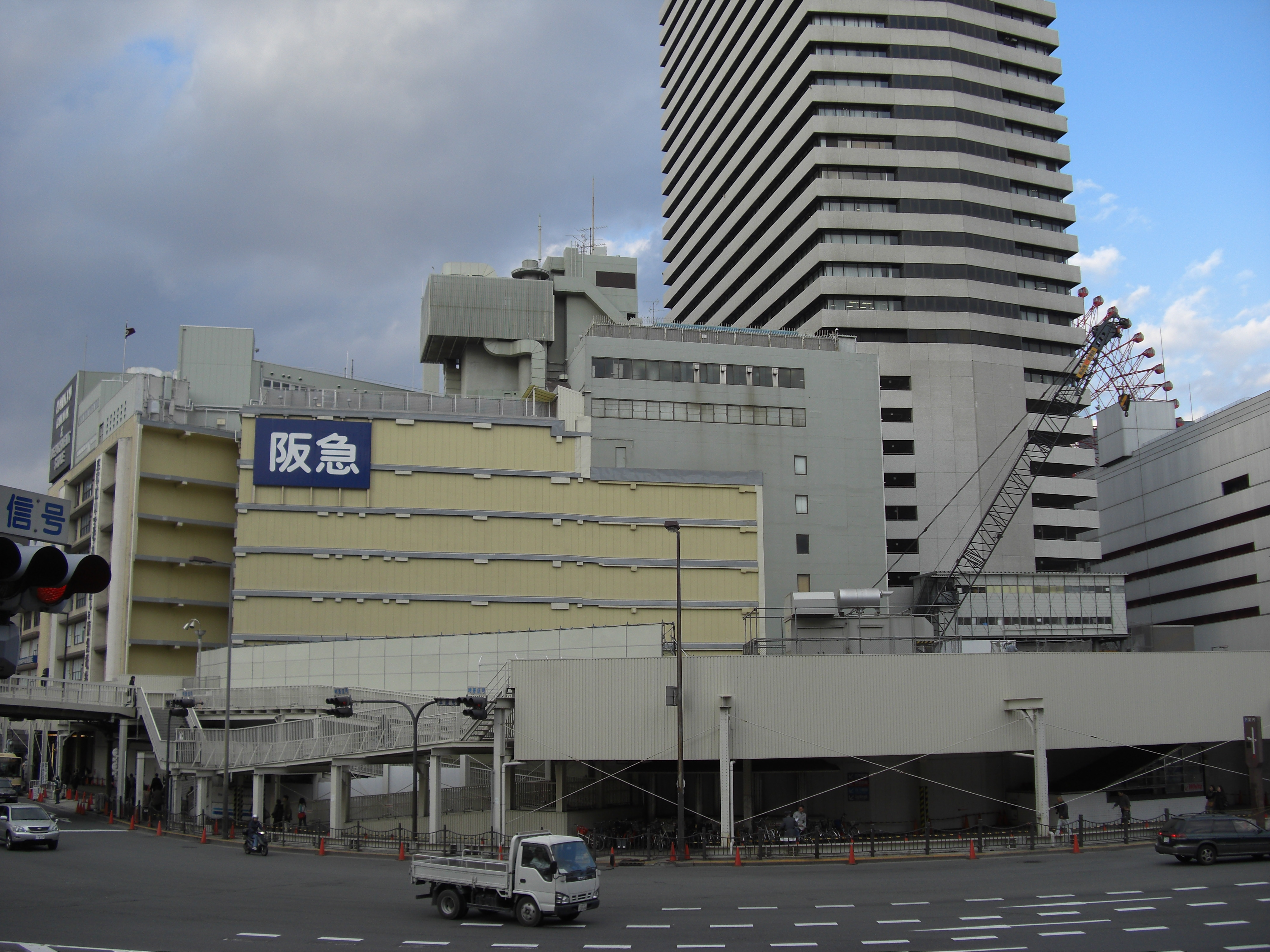
梅田阪急ビルの南半分が解体された直後の阪急百貨店うめだ本店（2007年（平成19年）11月21日撮影）

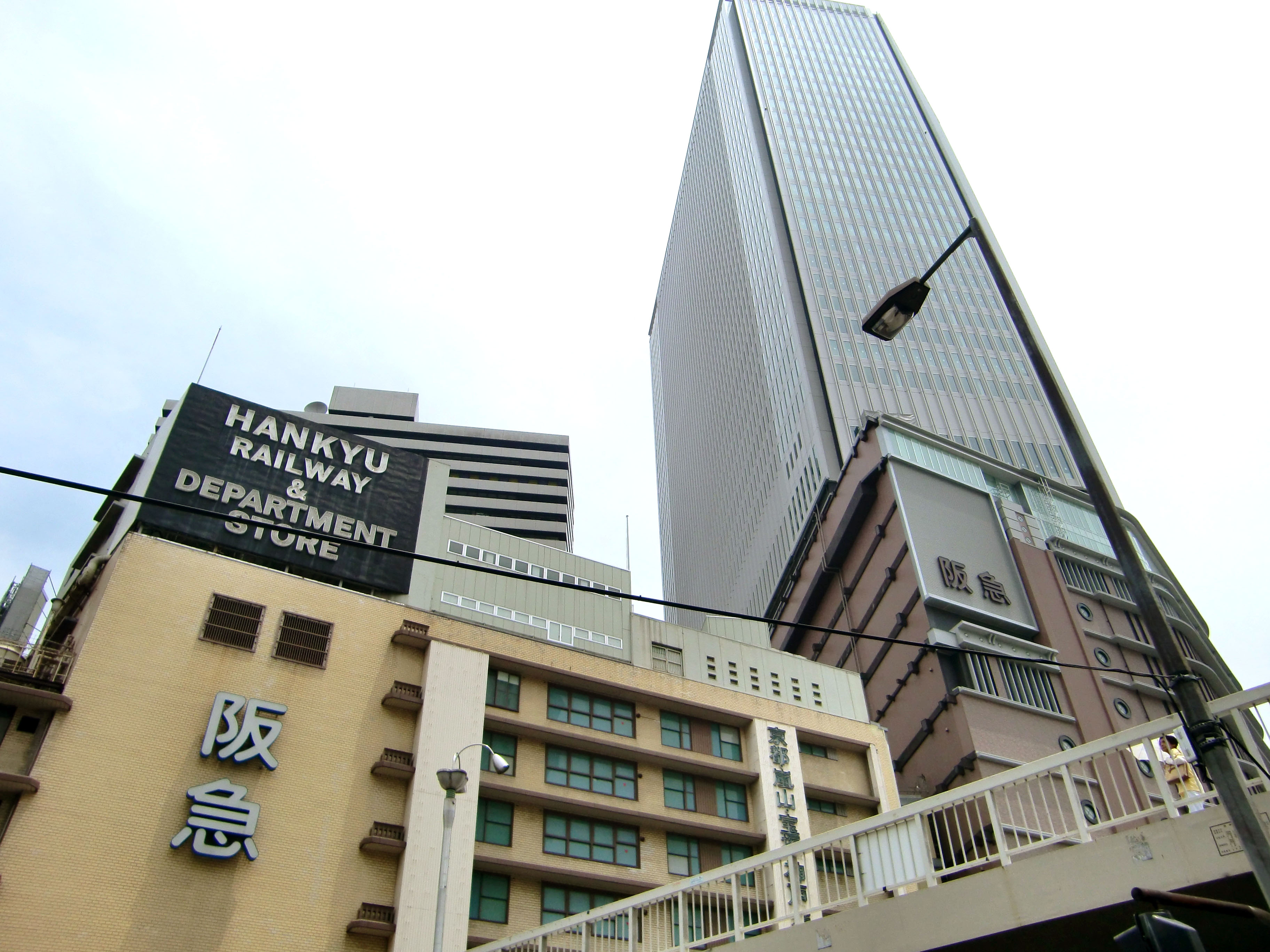
梅田阪急ビル（2009年（平成21年）6月26日撮影）
写真右側の第一期分が先行開業した際の模様

2005年8月16日に解体工事が着工された後、うめだ本店は売り場を北側に移すために18日まで一時休業した。その後、19日から営業を再開し、同年9月14日未明から本格的な解体工事に着手した。
この建て替えに伴い、1929年から76年間供用された旧阪急梅田駅コンコースも解体されることになった。当コンコースは、伊東忠太が設計した鳳凰、竜、ペガサス、獅子などが描かれたモザイク壁画や、天井からシャンデリアが吊されるなど、希少価値が高いことにより保存運動も起きたが、ビルの基礎部分から建て替えるため取り壊さざるを得ないとして解体された。しかし、解体の際に壁画やシャンデリアは保存され、第2期工事完成後に、13階のレストランフロアに旧阪急梅田駅コンコースから撤去されたモザイク壁画が復元されることになった。
1階コンコースのエレベーター横など2カ所の大理石でできた壁のパネルに埋まっていた、夏休みの宿題や自由研究の題材などとして子供たちの人気を集めてきた、直径3 - 5センチの巻き貝の化石も取り壊されることになった。しかし、化石は壁そのものをくり抜き、裏側を加工した後、2005年9月12日・13日に、当建て替え工事に伴って不要となった備品類を販売する「もったいないチャリティー入札大会」で落札された。
入札で工事を請け負った大成建設は、採算が合わないとして建設工事の正式な請負契約を結ばずに受注を辞退した。2006年末までに大成建設は旧建物の南側地上部分の解体を終えた段階で業務を終了したため、2007年1月15日から大林組が新たな施工業者となって地下部分の解体工事に入った。工事の途中で施工業者が交代するのは極めて異例である。
地下に過去の建造物が残っているにもかかわらず、建設当時の図面が完全な形で保存されていないため正確な構造が把握出来ない上、周辺のビル・地下鉄・地下街も考慮しつつ百貨店の営業を継続しながら半分ずつ解体･建設するという難工事のため、工事の進捗は当初の予定よりも大幅に遅れた。
南側部分の第1期棟は2009年9月3日に売り場面積約27,000m2の百貨店部分が開業し、2010年4月1日にオフィスタワーを含む第1期棟全体が竣工し、同年5月6日に中高層部のオフィスタワーが開業した。建て替え後の梅田阪急ビルは地上41階、地下2階の建築物（高さ187メートル）となった。
第1期棟百貨店部分の営業開始を受けて北側部分の第2期棟部分の解体工事に入ったが、第2期の工事も難航したため2011年4月22日に3度目の全面開業時期の延期が報道される状況になった。
2012年4月17日に同年11月下旬に当初の予定から約1年半遅れて開業することを発表した。
2012年10月25日に開業済みの第1期分（南側部分）と合せて新店舗の8割に当たる第2期分（北側部分）を先行開業させた後、スポーツ用品などの売場を本館8階の「スポーツファッション イングス」へ移設するため同年11月18日にイングス館を閉鎖し、同年11月21日に新店舗を全館開業した。
2008年2月1日に、同じ阪急グループの商業施設であるHEPナビオ内に、約16,000m2に約300のブランドを集めた阪急メンズ館を開店し、開業初年度の目標だった250億円を上回る売上高約265億円を上げた。
その一方で、子供服とスポーツ用品を扱うイングス館は1990年代前半に売上高約120億円を上げていたものの、2010年3月期に売上高約80億円に落ち込んだ。面積的にも顧客が満足する品揃えが困難なので増築工事完成後の本館に集約するとして、2012年11月18日に閉鎖されるなど、うめだ本店周辺の別館で明暗が分かれている。

### 阪神百貨店との経営統合
2005年10月1日に村上世彰が率いるM&Aコンサルティング（村上ファンド）が阪神百貨店の株式18.19%を保有していることが判明し、他の株式と同様に阪神電気鉄道株式に交換されて村上ファンドがもつ阪神電気鉄道の持ち株比率が38.1%となったため、阪急ホールディングス（現・阪急阪神ホールディングス）がホワイトナイトとして村上ファンドが所有していた阪神電気鉄道の全株を取得し、一般の株主から買収した分を合わせると、阪神電気鉄道の発行済株式の64.76%を保有することとなり、阪神電気鉄道は阪急ホールディングスの子会社となった。
そのため、阪神電気鉄道の子会社で長年のライバルだった阪神百貨店と提携の検討が阪急阪神ホールディングスの統合後からなされ、2007年10月1日に株式会社阪神百貨店を株式会社阪急百貨店（初代）が経営統合してエイチ・ツー・オー リテイリングとなり、新たに完全子会社としての株式会社阪急百貨店（2代目）が設立されて同社が運営する体制へ移行した。
その後百貨店の運営会社を1社に統合するため、2代目法人設立からちょうど1年後の2008年10月1日に株式会社阪急百貨店を存続会社として株式会社阪神百貨店を吸収合併して株式会社阪急阪神百貨店へ商号変更し、株式会社阪急百貨店としての歴史に終止符を打ったため現在は同社の運営となっている。

### 他社との提携

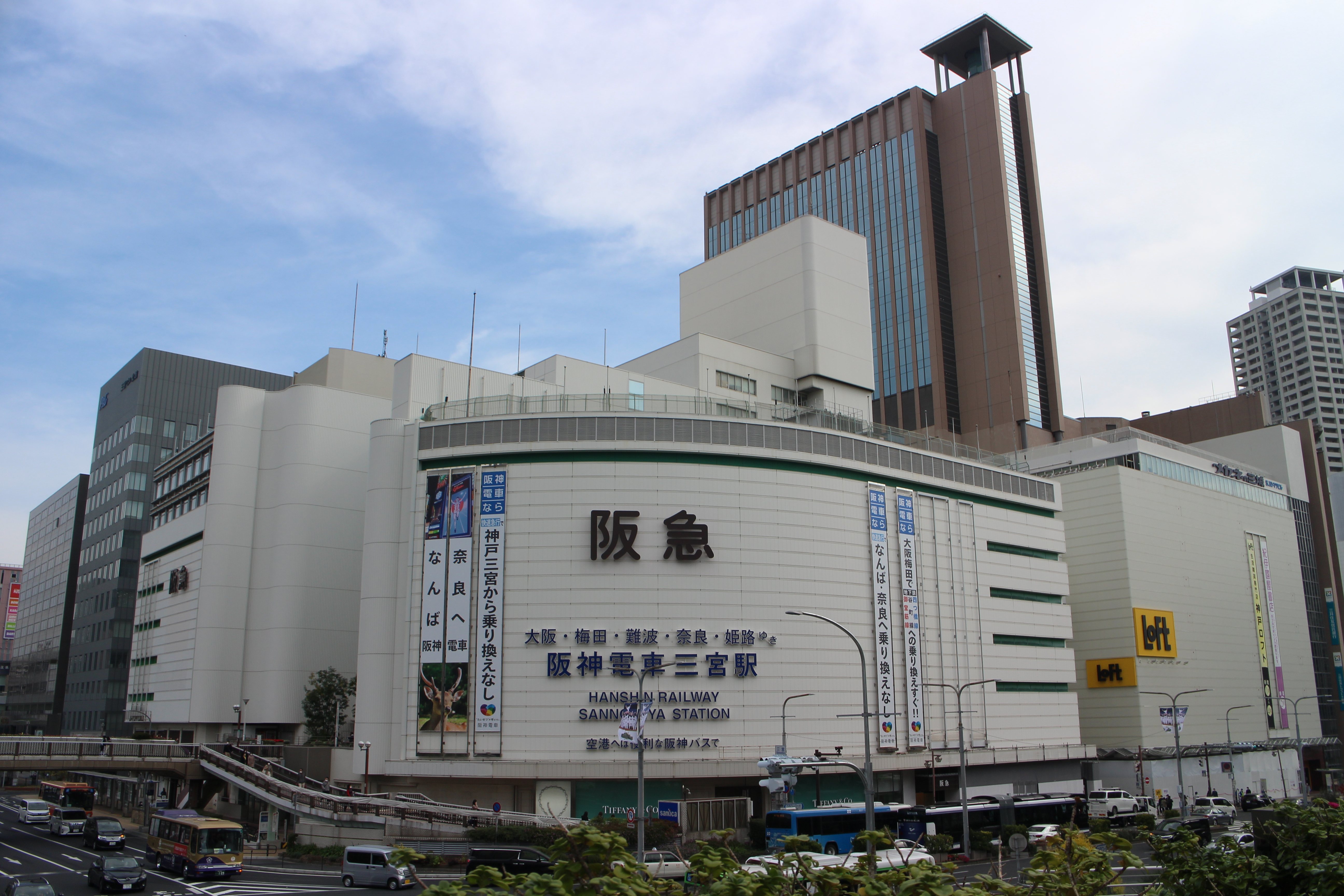
そごう神戸店を引き継いだ神戸阪急は神戸市内3度目の出店となった

三越と伊勢丹が2008年4月に経営統合することになったことに伴い、2007年12月25日に伊勢丹との業務提携の解消が発表された。
2008年10月に親会社のエイチ・ツー・オーリテイリングは髙島屋と3年以内の経営統合を前提に業務・資本提携して株式を10%ずつ保有しあい、2009年からは一体感を高めて統合作業を円滑に進めるため相互に社外取締役を派遣しあった。
その業務提携の第1弾として2009年4月15日からインターネットでの通信販売における販売促進活動の共同化を行った。
しかし、経営戦略や統合比率やトップ人事などで協議を進めるほどに差異が露わになり、統合後の重点投資先などを巡る経営方針が折り合わないとして、2010年3月25日に経営統合を断念したと発表すると共に同日付で互いに派遣していた非常勤取締役を引き揚げた。
経営統合の断念後も10%の株式を持ち合う資本提携や、備品・資材の共同購入や中元・歳暮商戦で商品の共通化などの業務提携は継続しており、洋菓子の新ブランドPURE FORESTを共同開発して2011年春から順次展開を始めている。
2011年8月10日に親会社エイチ・ツー・オーリテイリングは近鉄百貨店と次世代情報システムの構築で提携することを発表した。
2016年10月6日、親会社エイチ・ツー・オーリテイリングはセブン-イレブン・ジャパン、イトーヨーカ堂、そごう・西武を傘下に持つセブン&アイ・ホールディングスと資本業務提携したことを発表した。その後、資本提携や当初予定していたそごう西神店の経営引継ぎは中止されたが、そごう・西武が運営する関西の百貨店2店舗を引き継ぐことになった。そごう神戸店と西武高槻店はエイチ・ツー・オー アセットマネジメントによるフランチャイズ運営を経て、2019年10月1日付けでそごう神戸店が神戸阪急、西武高槻店が高槻阪急となって、同月5日から阪急百貨店の店舗として開業した。神戸阪急は上記のように神戸阪急ビル（現在の神戸三宮阪急ビル）で1995年まで、ハーバーランドで2012年まで同名店舗が営業していたため3代目となると同時に、それ以来の三宮地区、神戸市内への再進出となっている。

### 独自の食品販売
1934年に直営製菓工場とアイスクリーム工場を開設して自社ブランドの菓子類の販売に乗り出すなど、早くから独自の食品販売に取組んでいる。
1989年に京都で「寺子屋料理塾」を運営していた料理研究家の首藤夏世の協力を得て、京都の家庭料理京のおばんざいを商品化した。商品を販売するのは阪急デリカが運営する和惣菜の六齋であり、売上は食品関連の全テナントの売上でロック・フィールドの「RF1」に次ぐ第2位、和惣菜部門ではトップの売上であった。
阪急阪神百貨店発足後の2012年には江崎グリコや髙島屋と共同開発した高級版ポッキー「バトンドール」と、亀田製菓のハッピーターンの高級版「ハッピーターンズ」の販売を開始し、食品メーカーとコラボした独自商品の開発に乗り出した。「阪急百貨店でしか買えない」をコンセプトに1年に1品以上、メーカーとの共同開発を行っている。日清食品のカップラーメンやオタフクソースのお好み焼きなど撤退した場合もあるが、「バトンドール」や「ハッピーターンズ」は大阪土産の代表になり、ハウス食品の「カレーパンノヒ」はギフトとしても利用されるなど、阪急オリジナルとして定着している。
生鮮品でも2003年9月に農業生産法人有限会社阪急泉南グリーンファームを設立して大阪府南部を中心に農家の休耕地などを借り受けて2004年（平成16年）4月から無農薬の有機野菜の栽培を行い、当店及びグループの各店舗で販売をしている。

## 店舗
店舗名は「〇〇阪急（〇〇は地域名）」と呼ばれる。

### 阪急うめだ本店（うめだ阪急）

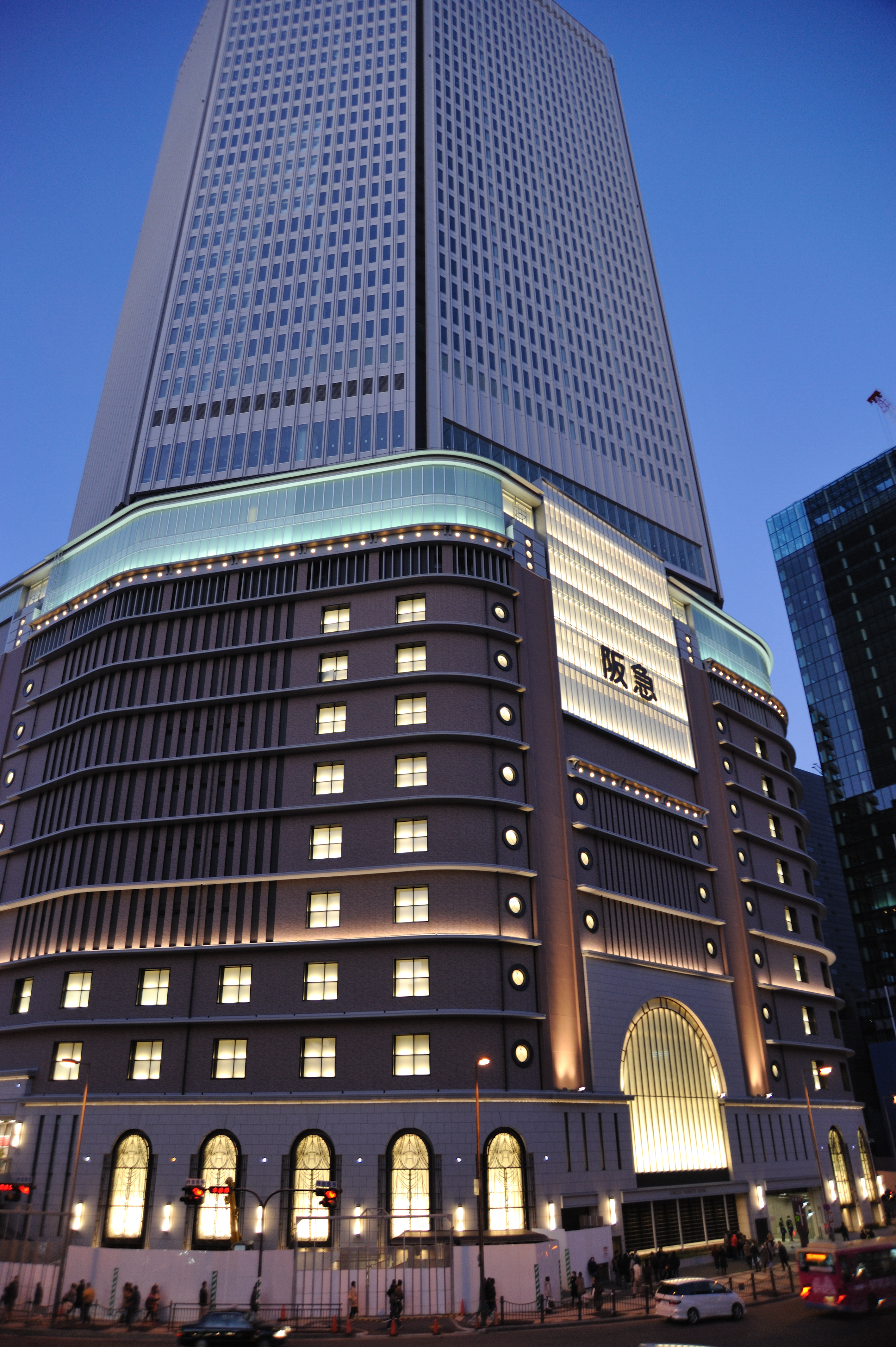
御堂筋側（うめだ本店は低層部）

阪急百貨店の本店。大阪梅田駅に直結しており、阪急電鉄の小林一三が考案した日本初のターミナルデパート（ターミナル駅と直結した百貨店）と言われている。通称「うめだ阪急」。ファッションやコスメ・ビューティー関連の商品力で近畿随一と言われ、「東の新宿伊勢丹・西のうめだ阪急」と呼ばれるほど（一時期、伊勢丹と阪急百貨店は業務提携をしていたが、現在は提携を解消した）、女性ファッションの流行発信基地として幅広い年齢層の女性に人気の高い店舗である。百貨店激戦区であり、大阪随一の繁華街である梅田における地域一番店。店舗別年間売上高は伊勢丹新宿店（東京都新宿区）に次いで国内2位であり、関西において高いブランド力と知名度を誇る。ファッション・高級イメージを打ち出すことで、食に強みを持ち庶民的なイメージの阪神百貨店梅田本店との違いを明確にし、隣接する同じグループの店舗との差別化を図っている。
2008年9月30日までは（株式会社阪急百貨店の）「大阪・うめだ本店」と称していたが、会社合併の際の百貨店ブランド維持方針に基づき（すなわち「阪神百貨店梅田本店」との兼ね合いから）2008年10月1日に「阪急うめだ本店」に改称された。
阪急電鉄大阪梅田駅南部の大阪梅田ツインタワーズ・ノース（梅田阪急ビル）に入居する本館と、HEP NAVIOに入居する阪急メンズ大阪（旧：阪急百貨店メンズ館）で構成される。かつてはスポーツ用品や子供服などを扱う阪急イングス館（旧：阪急イングス）も存在したが、2012年10月25日に子供服・玩具売場が新本館11階に移転し、同年11月21日の新本館全面開業時に新本館の8階に「スポーツファッション・イングス」として開業したことから、同年11月18日に閉鎖された
「阪急うめだ本店」と「阪急メンズ大阪」の合計の売場面積は96,000mと日本最大の近鉄百貨店あべのハルカス近鉄本店（大阪市阿倍野区）に次ぐ規模である。

### 神戸阪急（2代目）

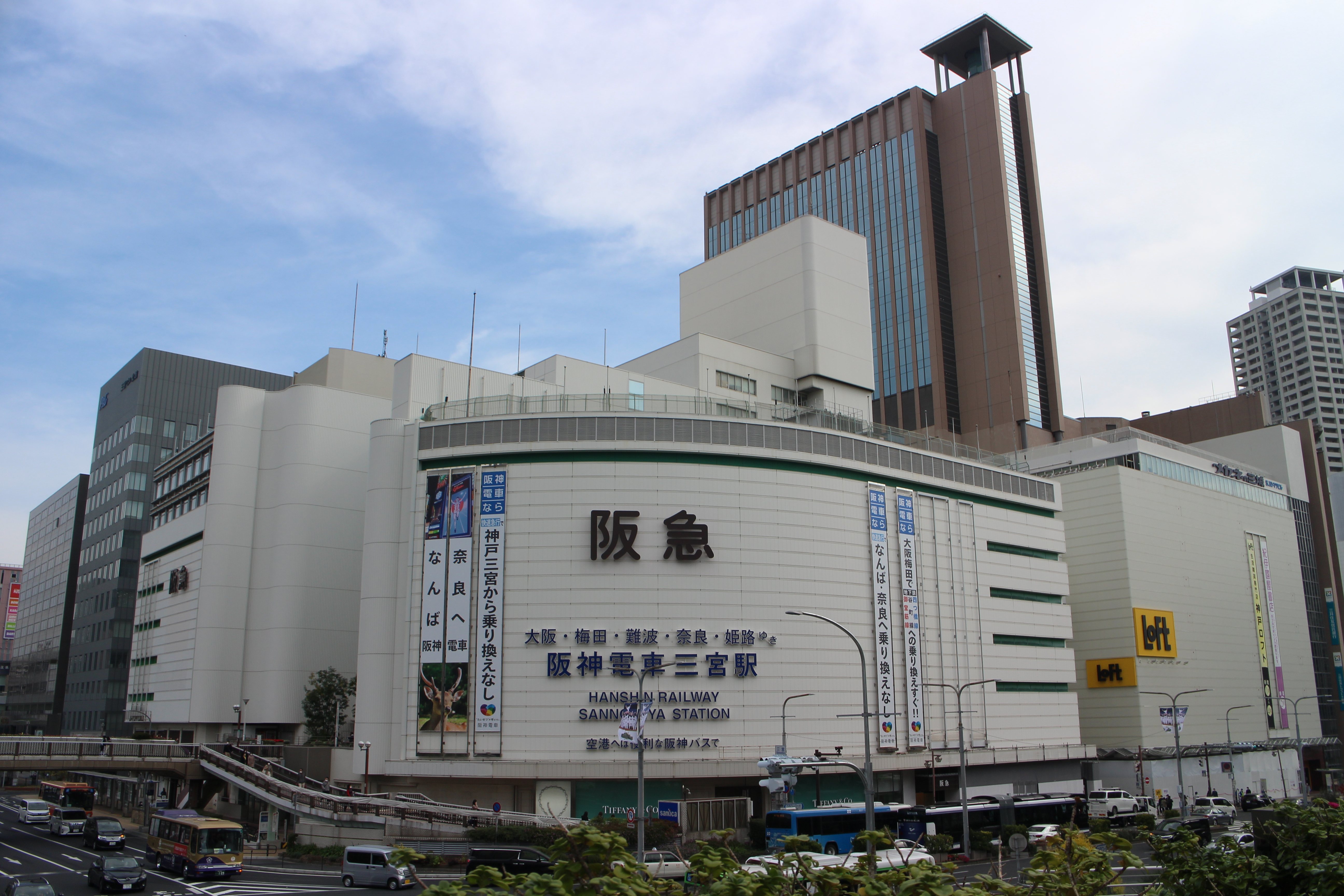
三宮交差点から見た神戸阪急

2019年9月30日まで営業していたそごう神戸店（2017年までセブン&アイ・ホールディングス傘下のそごう・西武が運営）を引き継いだ店舗。阪急百貨店ではあるが、阪神電鉄の神戸三宮駅隣接の三宮阪神ビルをはじめとした複数の建物から構成されている。新館も存在する。
百貨店直営の売場の他、そごう神戸店時代より引き続き、ロフトが入居している。一方、新館5階の紀伊国屋書店や新館2階のレストラン街「味の一番街」は2021年から2022年にかけて、改装のため撤退した。これらの撤退跡やロフトの縮小部分には、モードファッションの売場や無印良品が新たに展開している。
なお、1995年1月までは三宮阪急が阪急三宮駅（閉店当時）の神戸阪急ビルに入居しており、三宮では24年8ヶ月ぶりの再開店となる。また、2012年までは神戸ハーバーランドにて神戸阪急（初代）が営業していた。ほかに、当店の向かいにかつて存在した三宮ターミナルビルへの進出計画を持ったこともある。

### 高槻阪急
2019年9月30日まで営業していた西武高槻店（2017年までセブン&アイ・ホールディングス傘下のそごう・西武が運営）を屋号転換した店舗。最寄り駅はJR高槻駅。阪急京都本線高槻市駅も徒歩圏内である。
高槻市の「国鉄高槻駅前再開発事業」に対応して、西武百貨店が1971年「株式会社西武百貨店関西」を設立して関西1号店として出店。1973年に大規模小売店舗立地法が施行されたのを受け直営売場を削って各フロアに専門店を入居させる試みを行った、モール併設型店舗の先駆けであった。西武末期時点で紀伊国屋書店、ユニクロ、ロフト、タワーレコード、アカチャンホンポ、関西スーパーなどが入居しており、阪急転換後もそのまま残った。モール併設型の特徴を生かし、専門店の入れ替えを行い、2023年秋からは高槻阪急スクエアに改称予定である。

### 千里阪急
1970年3月11日に千里ニュータウンの中心的な商業地区とされた北大阪急行電鉄千里中央駅に隣接する地区に開業した。
阪急百貨店が近畿で初めて郊外に出店した百貨店である。
2005年3月期で売上高約181.65億円、2006年3月期で売上高約189.34億円、2007年3月期で売上高約191.55億円、2008年3月期で売上高約193.56億円と順調に売上を伸ばした。
リーマンショックが期中にあった2009年3月期に前年比でマイナスになって売上高約187.01億円となり、翌年からも2010年3月期に売上高約172.54億円、2011年3月期で売上高約173.17億円、2012年3月期で売上高約172.65億円と売上の減少が続いているものの減少幅は徐々に縮小し始めている。
2011年に阪急阪神百貨店が店舗運営を3つの事業部に分けた際、当店は北摂地域の店舗や西宮と共に近畿の郊外店を担当する第二店舗事業部の所属となり、販売部門と商品部門を分けて各々の責任を明確化する体制へ移行した。

### 西宮阪急

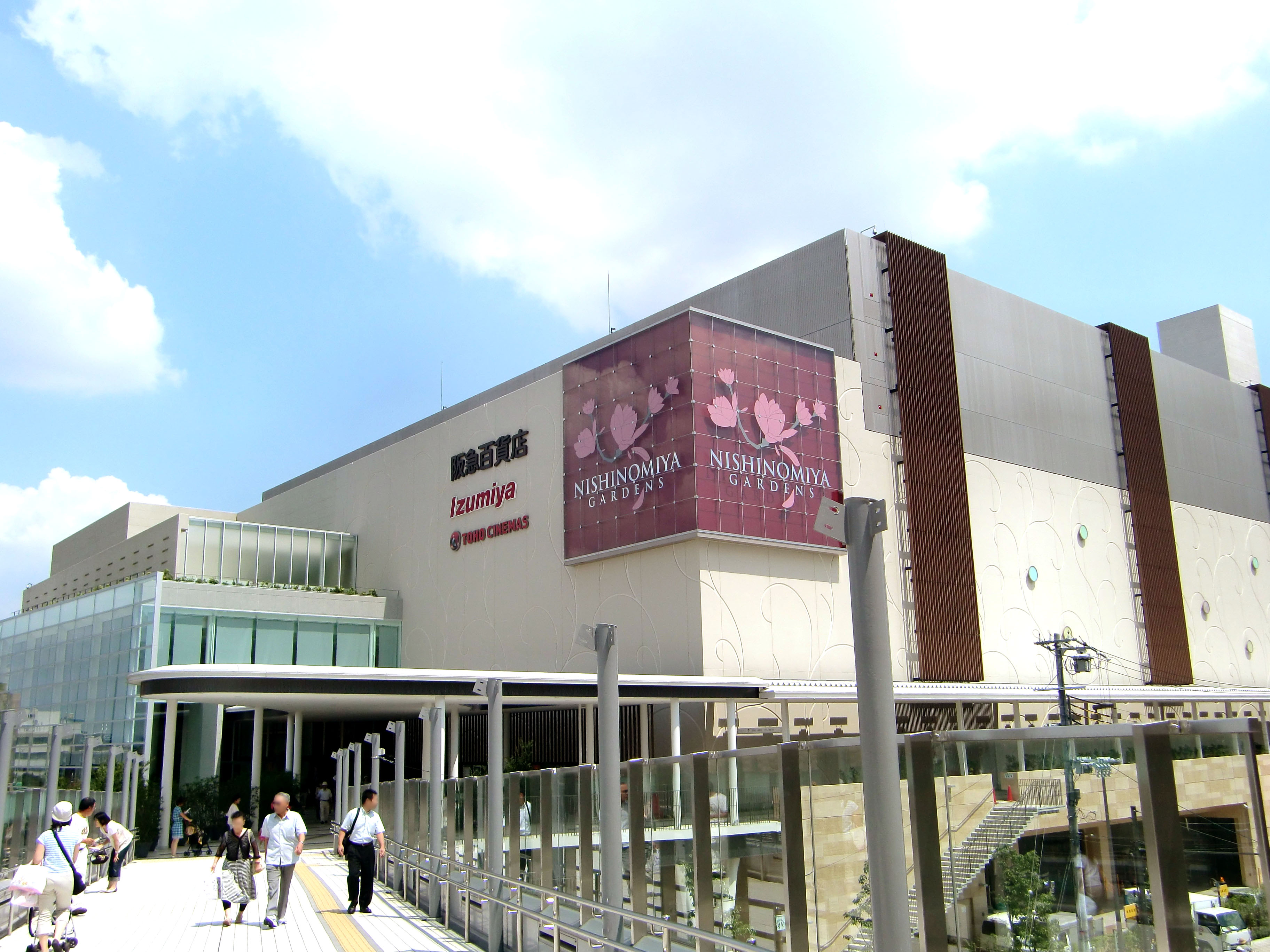
当店の入居する、阪急西宮ガーデンズ

2008年11月26日に兵庫県西宮市の阪急西宮スタジアム跡地に開業した阪急西宮ガーデンズの核店舗として268店舗と共に開業した。阪急電鉄の西宮北口駅に隣接している。
高級住宅地を擁する西宮や芦屋を商圏とする特性を踏まえ、「西宮上質生活」をコンセプトとしているが、うめだ本店との差別化や都心ではない郊外型店としての日常性重視の観点から、メインエントランス周辺への海外高級ブランドではなくアクセサリーや化粧品など身近な雑貨を並べている。
子育て中の団塊ジュニア世代らの人口が増えている商圏の特性を踏まえ、うめだ本店を大幅に上回る子供服や玩具の売場を設け、教育熱心で富裕な家庭が多いため玩具売場の取扱商品もテレビアニメのキャラクター玩具は置かずに木製の知育玩具に注力し、子供服売り場に無料で絵本を読めるスペースや育児教室を設置して百貨店から足が遠のいていた団塊ジュニア世代の集客に成功している。
コトコトステージという各売場に設けられた顧客参加型のイベント広場で調理教室や食育、着こなしやコーディネートの講座など取扱商品に関連するイベントを開いて生活シーンや使用価値を提案する仕組みは当店に初めて取り入れられた。これは成功し、博多阪急にも展開されたほか、全館開業後のうめだ本店でも展開している。
開業初年度の売上高が最多というケースがほとんどの郊外型ショッピングセンターの常識を覆して阪急西宮ガーデンズの売上高が初年度の約659億円から開業2年目に約676億円へ伸びた。核テナントの当店も、2010年3月期の売上高約191.9億円から2011年3月期は売上高約217.63億円、2012年3月期で前期比6.6%増の売上高約231.97億円とリーマンショック後の消費低迷の状況にもかかわらず2010年1月以降27ヶ月連続で前年を上回って売上を伸ばしている。
2011年に阪急阪神百貨店が店舗運営を3つの事業部に分けた際、当店は北摂地域の店舗と共に関西の郊外店を担当する第二店舗事業部の所属となり、販売部門と商品部門を分けて各々の責任を明確化する体制へ移行した。

### 川西阪急
阪急川西能勢口駅とJR川西池田駅の間にある約130店舗が入るショッピングセンターアステ川西の核テナントとして1989年4月4日に開業した。
1995年に開業当初の2倍に売上を伸ばし、紀伊國屋書店などと共に再開発ビル6棟が立ち並ぶ駅前の賑わいの中核の一つとなっている。
2005年3月期で売上高約192.66億円、2006年3月期で売上高約198.72億円、2007年3月期で売上高約206.69億円、2008年3月期で売上高約210.88億円と順調に売上を伸ばし、リーマンショックが期中にあった2009年3月期は前年比でマイナスになったものの売上高約201.52億円と年間売上高約200億円を数年間安定していた。
2010年3月期はリーマンショック後の消費低迷を受けて前年比で大幅なマイナスになり売上高約186.36億円、2011年3月期で売上高約184.58億円、2012年3月期で売上高約181.05億円と売上は落ち込んだものの、年間売上高約180億円以上を維持し続けている。
2011年に阪急阪神百貨店が店舗運営を3つの事業部に分けた際、当店は北摂地域の店舗や西宮と共に近畿の郊外店を担当する第二店舗事業部の所属となり、販売部門と商品部門を分けて各々の責任を明確化する体制へ移行した。
2010年度後半になるとリーマンショック直後よりも売上がさらに落ち込んだため、画一的な売場構成を見直すことになった。当店は周辺に山野が広がり、自然と近い生活を好む人が多いとして「自然」を核とする「川西スタイル」の店づくりを行うことにした。2018年9月にはその皮切りとして、2階と3階の約半分を改装し、3階には衣料品に加えてオーガニックの化粧品や手作り雑貨を置く売場「スロウデイズ」を設けた。2019年3月には紳士服などを販売していた4階の半分を改装し、アウトドア用品や外遊び用の子供服を置くなど随時改装している。衣料品中心の画一的な店づくりからの脱却を図り、地元指向の店づくりを目指す。
2025年度から川西阪急スクエアに改称予定。百貨店としては縮小することとなる。
当店の近隣には阪急阪神百貨店の子会社である阪急商業開発が本社を置いて、ショッピングセンターモザイクボックス川西を運営していた。2021年に阪急商業開発が撤退し、ラソラ川西が営業している。

### 宝塚阪急
1985年2月の都市計画決定から、宝塚市では第3次総合計画の具体化を進めており、その一環として宝塚駅前の再開発を進めた。「ソリオ宝塚」と呼ばれる再開発区画のうち、第1街区にショッピングセンターの建設が行われることになり、その1・2階と隣接する阪急電鉄高架下店舗「G・コレクション阪急宝塚」の2階に阪急百貨店の進出が決定した。1992年6月3日、常務の星野嘉男を室長とする「宝塚阪急準備室」が設置された。ストアコンセプト「日々上質生活ギャラリー（家）」を掲げ、5キロ圏内の商圏人口の少なさ、店舗面積の小ささといった課題へ挑戦した。日常の衣服や生活雑貨を中心とした展開を行うことになった。
1993年1月20日、地域密着型運営のため、子会社の株式会社宝塚阪急を設立。1993年4月15日に、「宝塚阪急と79の専門店。ひと・夢踊る、生活舞台」をキャッチフレーズに、阪急電鉄宝塚駅の新ターミナルビル「ソリオ宝塚」が開業し、そのキーテナントとして宝塚阪急を開業した。
ファッションとリビングの展開に続き、1994年3月18日には「G・コレクション」の2階にフーズフロアを設け、グランドオープンした。こちらも、ストアコンセプト「日々上質生活」に基づいて日常生活に即した展開を行ったほか、既存のファッションゾーンも親子の服を同じショップで販売するなどの手直しをかけている。
2002年4月に阪急百貨店が株式会社宝塚阪急を吸収合併している。
売場面積は小さいものの、2005年3月期で売上高約98.46億円、2006年3月期で売上高約101.48億円、2007年3月期で売上高約105.12億円、2008年3月期で売上高約107.68億円と順調に売上を伸ばし、リーマンショックが期中にあった2009年3月期は前年比でマイナスになったものの売上高約102.88億円と年間売上高100億円を数年間安定して上回り続けた。
2010年3月期はリーマンショック後の消費低迷を受けて前年比で大幅なマイナスになり売上高約93.02億円、2011年3月期で売上高約91.67億円、2012年3月期で売上高約89.06億円と売上は落ち込み続けているものの、売場面積辺りの売上では他店と比べて比較的高い金額を維持し続けていた。三田阪急の閉店時には当店を代替店舗として利用するよう案内があった。
2011年に阪急阪神百貨店が店舗運営を3つの事業部に分けた際、当店は北摂地域の店舗や西宮と共に近畿の郊外店を担当する第二店舗事業部の所属となり、販売部門と商品部門を分けて各々の責任を明確化する体制へ移行した。

しかし、西宮阪急や川西阪急から遠くない立地、宝塚市の人口減少から業績は伸び悩み、2014年前半に1階を閉鎖して駅コンコース直結の2階のみの営業となり、2022年6月30日にファッションゾーン全体、8月15日にくらしのゾーンを閉鎖した。2022年の店舗縮小跡地には無印良品やカルディコーヒーファームなどの専門店が入ることになったが、百貨店部分は阪急大井食品館（東京都品川区）や都筑阪急（横浜市都筑区）、あまがさき阪神（兵庫県尼崎市）と同じく、食料品のみを扱う小型店舗となった。

### 博多阪急
2011年3月3日に博多駅の駅ビルであるJR博多シティ（福岡市博多区）の核テナントとして開業し、九州へ初進出した。駅ビルの改装とともに博多井筒屋が撤退したため、博多地区では唯一の百貨店である。
「暮らしの学校」をコンセプトとして西宮阪急で成功したコトコトステージという各売場に設けられた顧客参加型のイベント広場で調理教室や食育、着こなしやコーディネートの講座など取扱商品に関連するイベントを開いて生活シーンや使用価値を提案する仕組みを導入して2階を除く全フロアに大小20カ所設置してするなど物販以外のスペースが店舗面積の約15%を占めているほか、男性向けのコーディネート支援サービスも導入するなど提案型のサービス機能に注力している。
20代OLが低単価でも頻繁に買い物に来訪するをことを企図してファッションビル並みの低単価のレディスファッションを扱うハカタシスターズを設け、高級婦人服を扱う特選売場を設置しないなど主力の婦人服売場の商品の多くを単価1万円未満に抑えるなど、従来の百貨店の品揃えと大きく異なる商品展開を行っている。大手百貨店が大都市の主要店舗で展開する富裕層や法人を対象とする外商を当初は設置しないなど、珍しい営業戦略を採っていた。
当店の開業半年間での売上は約200億円で計画を約8%上回っただけに留まったが、2012年3月期の売上高が約372.59億円と、初年度目標の370億円を少し上回り、エイチ・ツー・オーリテイリングの連結決算も前期比8.7%増の売上高約5055.88億円で3年ぶりの増収となるなど順調な滑り出しを見せている。
2011年に阪急阪神百貨店が店舗運営を3つの事業部に分けた際、当店は主力店を担当する第一店舗事業部の所属となり、販売部門と商品部門を分けて各々の責任を明確化する体制へ移行した。
2017年秋には大規模改装を行って海外高級ブランドを揃えたため外商ニーズが高まることから、外商部員を3人から10人に増加させ、翌2018年3月には当初置かれていなかった外商部を正式に設置した。周辺店舗との差別化や富裕層への客層拡大で2020年度には年商500億円を目指す。2023年度には売上高623億円に達し、開業から比較的新しいものの、福岡市内で天神地区の岩田屋本店に次ぐ2番手にまで成長した。売上高に占める外商の割合が低いとこが特徴である。

### 阪急メンズ東京
1984年10月6日にグループ企業の東宝が朝日新聞社などと共に建設した有楽町マリオン（東京都千代田区有楽町）内に有楽町阪急として有楽町西武と共に開業した。有楽町駅と近接している。戦前から有楽町を始めとした日比谷エリアは阪急阪神東宝グループ（旧阪急東宝グループ）の東京における重要拠点であり、特に東宝の本社ビルなど東宝グループの各種施設が集積している。
同じ有楽町マリオン内の別棟に進出して情報発信型百貨店を標榜した有楽町西武と共にマリオン現象と呼ばれるほどのブームを巻き起こし、有楽町から隣接する銀座の人の流れを変えたといわれた。
当初は地下食料品売り場が存在したが2000年7月月末で食料品売場を閉鎖し、9月からファッション売場としてファッション専門百貨店となった。
若い女性の根強い支持を集めて2005年3月期に売上高約140.99億円、2006年3月期に売上高約145.76億円、2007年3月期に売上高約145.78億円と比較的安定した売上を保っていた。
しかし、同様に若い女性の根強い支持を集めている丸井が2007年10月12日に有楽町マルイを直ぐ近くに開業させて競争が激化したことに対応して化粧品売場などの改装を行ったが、主力の婦人服が低迷して2008年3月期で前期比5.0%減の売上高約138.5億円と売上が減少に転じた。
さらに、リーマンショック後の消費低迷を受けて2009年3月期に売上高約121.45億円、2010年3月期に売上高約98.85億円、2011年3月期で売上高約84.62億円と急速に売上が落ち込み、売り場面積が小さいため増床した三越銀座店などと婦人衣料で競争し続けるのは困難だとして有楽町西武の跡に、JR東日本系列のファッションビルであるルミネが開業するのに合せて業態転換を図ることになった。2011年7月18日に有楽町阪急としての営業を終了し、同年10月15日に全面改装のうえ、メンズファッション専門館である「阪急メンズ・トーキョー」として開業して黒字転換を図り、改装後の売上は前年同期比で61.0%の増加として売上を回復させた。
新装開店時のキャッチフレーズは「世界が舞台の、男たちへ。」、イメージキャラクターに、歌舞伎俳優の市川海老蔵が起用された。
複数のブランドの商品を一緒に並べた自主編集の売場が主体となっていて、顧客が自由に手に取って商品を見比べることが出来ると同時に複数ブランドを合せた提案を店員が出来る点で近隣の銀座地区に多い有名ブランドの路面店との差別化を図っている。
2011年に阪急阪神百貨店が店舗運営を3つの事業部に分けた際、当店は主力店を担当する第一店舗事業部の所属となり、販売部門と商品部門を分けて各々の責任を明確化する体制へ移行した。
同じ有楽町マリオン内にあった有楽町西武は2010年12月25日に閉店し、その跡地にJR東日本グループのファッションビルであるルミネが2011年10月28日に開店している。
2018年からは松屋銀座（東京都中央区）と外商顧客の相互送り込みを開始した。2022年秋からはハウスカードやポイントカードの所持客にも対象を拡大する。なお、松屋社長の秋田正紀は同じ阪急阪神東宝グループに属する阪急電鉄の出身である。

### 都筑阪急
2000年3月17日に横浜市の港北ニュータウンに子会社が開業させたショッピングセンターモザイクモール港北の核店舗として開業した。
開業初日に約10万人の客を集めて順調な滑り出しを見せたが、2005年3月期で売上高約81.32億円、2006年3月期で売上高約86.21億円と業績の低迷が続いた。
そのため、周辺人口の増加や近隣商業施設の業態転換などの環境変化に対応して催事やポイントカード会員の拡大などを行って2007年3月期に前期比8%増の売上高約93.25億円に伸ばしたものの、翌年度の2008年3月期で売上高約92.2億円、2009年3月期に売上高約91.71億円とその後は伸び悩んだ。
リーマンショック後の消費低迷を受けて2010年3月期に売上高約83.39億円、2011年3月期で売上高約79.91億円、2012年3月期で売上高約78.27億円と一段と売上が落ち込み、赤字と見られているが低コスト運営などで黒字転換を目指している。
2011年に阪急阪神百貨店が店舗運営を3つの事業部に分けた際、当店は郊外の小型店を担当する第三店舗事業部の所属となり、販売と仕入を同一の部門が担当する体制に移行した。

他店の業態転換により関東地区の店舗では最後の総合百貨店業態となっていた。しかし、徐々にフロアを縮小し、1階フロアも2020年1月19日をもって都筑阪急としての営業を終了した。その後も、地下1階の食料品フロアは営業を継続する。

### 阪急大井食品館
1953年11月23日に東京大井店として開業した首都圏第1号店である。
1971年に店舗に隣接して一体的に増築された建物内にビジネスホテル阪急ホテル(後にホテル阪急→阪急イン→アワーズイン阪急という流れで名称変更)を開業した。
2000年4月に大井阪急をショッピングセンターに業態転換して阪急大井町デイリーショッパーズとし、その中で大井町食品館として営業していた。
2005年3月期で売上高約59.79億円、2006年3月期で売上高約59.8億円、2007年3月期に売上高約60.48億円、2008年3月期で売上高約63.04億円と安定して年間約60億円前後の売上を上げていた。
周辺環境の変化や建物の老朽化に対応するために全面的に建替える当店を含む再開発が行われることになったため、2008年3月31日に旧店舗を閉店した。
阪急大井町ガーデンの第1期分が完成したため2011年3月16日に大井阪急食品館として新店舗を開業した。2012年3月期で売上高約47.45億円を上げ、2倍以上の売場面積を持つ阪神・にしのみやや、あまがさき阪神を上回った。
当店と同様に建て替えに伴い閉鎖されていたビジネスホテルのアワーズイン阪急も第1期の完成に伴い、地上30階高さ約100mで1,100室（全てシングルルーム）へ高層化して拡大し（フロントは3階、6階 - 29階に客室）、再開業した（現：アワーズイン阪急・シングル館）。
このホテルは阪急阪神百貨店の100.0%出資子会社の大井開発が運営している。
第2期として地上14階地下1階の建物の建設が進められ、2014年3月に開業した。全館完成後は約18,000m2が商業施設として使用されているほか、5階 - 14階はアワーズイン阪急のツイン館（客室数288室、フロントは3階）としても使用されている。

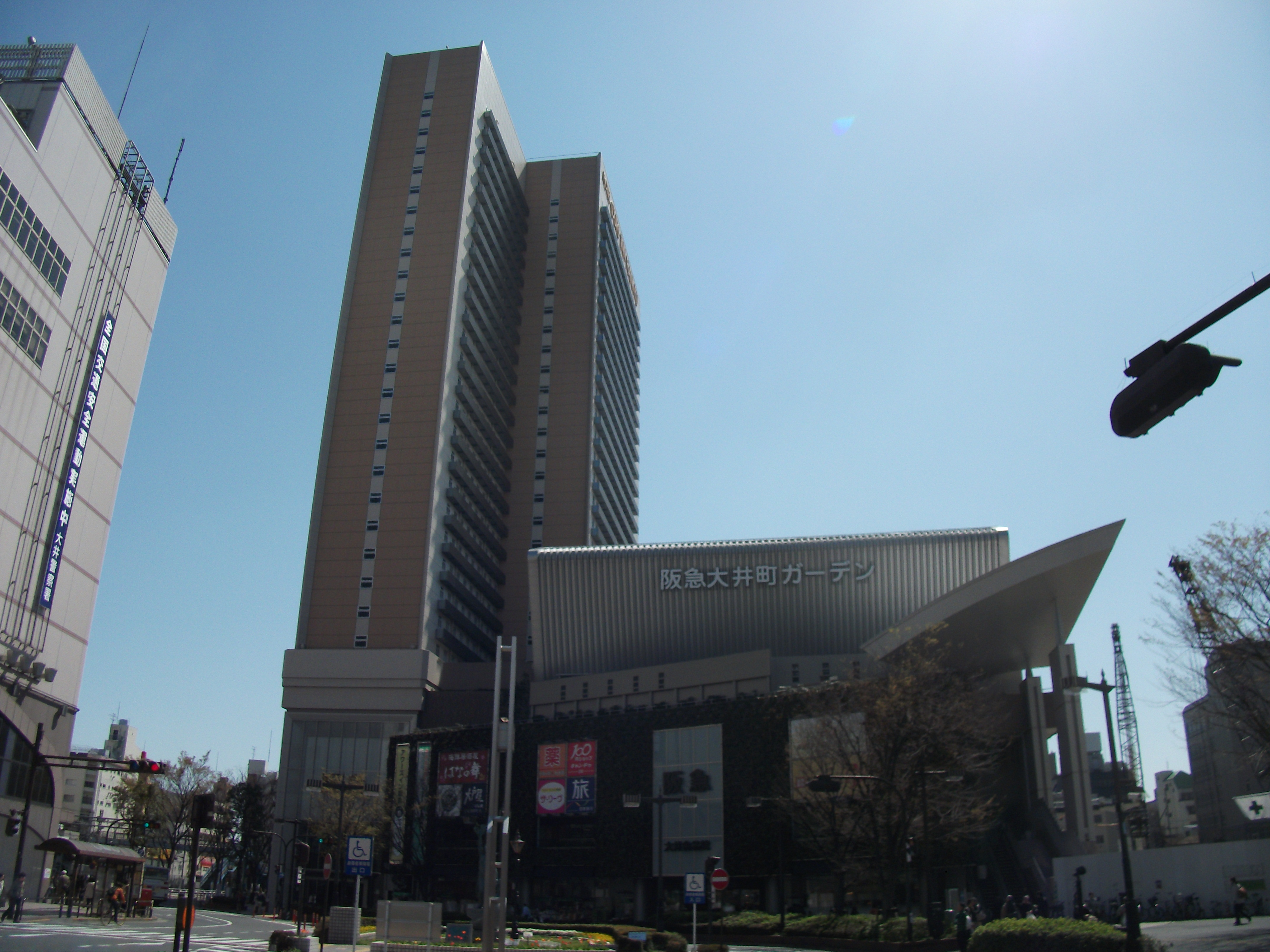
阪急大井町ガーデン・第1期完成時（2012年（平成24年）4月8日撮影）

## 過去に存在した店舗

### 天満橋支店
第二次世界大戦中の戦時企業統合政策（陸上交通事業調整法）下で1943年に、阪神急行電鉄と京阪電気鉄道が合併し京阪神急行電鉄が発足した。旧・天満橋駅ビルでは京阪デパートが営業していたが、戦災で建物が全焼し、1945年8月28日に解散した。京阪デパートの建物を京阪神急行電鉄が買収して、1946年に同店跡に食堂付きの天満橋マーケットとして開業した大阪市内で2店目の店舗であった。
1947年に株式会社阪急百貨店を設立して阪急電鉄から独立したことに伴い、天満橋マーケットも阪急天満橋支店として新装開店した。
1949年に京阪電気鉄道が京阪神急行電鉄から独立する際、本社事務所が不足した。このため、阪急百貨店から京阪電気鉄道にいったん建物を売却し、改めて1階と地下を京阪電気鉄道から借りることとなった。1年ごとの契約のため、エレベーター、エスカレーター、冷房などの大型装置は設置できなかった。しかし、淀川がすぐ北側を流れているため、造幣局で桜の通り抜けが行われる際は夜9時まで営業を行うなどの取り組みを行っていた
京阪電気鉄道の淀屋橋駅までの延伸工事の際に地下を新線が通過する為に解体が決まり、1961年に閉鎖して京阪電気鉄道へ建物を返還してその歴史に終止符を打った。
跡地には「京阪ビルディング」が建設され、松坂屋大阪店が日本橋から移転して1966年(昭和41年)10月1日に開業したが、川沿いで店舗拡張も難しく、休日の客が少ないオフィス街の立地では一度も黒字転換しなかった。数々の改装も行ったが、2004年(平成16年)5月5日に閉店した。跡地は京阪シティモールとなっている。
なお、松坂屋と同様の理由で当社も近隣への再進出を断念しているため、当店の撤退以降、大阪市内では阪急百貨店が支店を展開したことはない。

### 天六食料品店
阪急京都本線の始発駅だった天神橋駅ビル（天六阪急ビル、現・阪急千里線天神橋筋六丁目駅）の低層階に入居していた。天満橋支店と同様、京阪デパートを転換して開店したものである。面積が狭いことから、1955年（昭和30年）7月1日に阪急共栄物産へ移管し、スーパーマーケットに業態転換した。「阪急共栄ストア」「阪急ファミリーストア」などを経て、2010年に天六阪急ビルごと閉鎖・解体された。跡地に阪急阪神不動産が建築したマンション「ジオタワー天六」の核店舗として、阪急オアシス天六店が入居した。

### 三宮阪急
一般の小売店による百貨店規制運動に対応し、1933年4月20日に創立総会を開催して設立を認可申請した日本百貨店商業組合に、当店も設立時から参画しており、同組合は支店や分店の新設を制限する営業統制案を設立総会前日の19日に決定した。この営業統制規程第三条を受け、三宮阪神ビルで神戸支店を営業していたそごうは阪神元町食堂の営業委託がその規定に抵触するとして断った。
しかし、阪神急行電鉄は駅に食堂を付属させることは当然認められるサービスと主張し、神戸･三宮に建設していた駅ビルに食堂設置などを強行し、1936年4月11日に阪神急行電鉄神戸駅に完成した神戸阪急ビル内に、子会社が運営する三宮食料品店を開業した。実質的に初の支店にあたる。
地階で食料品を、1階で服飾品を取り扱う小型店舗であった。
阪急百貨店神戸支店が正式名称だったが、ビル名称に合わせて神戸阪急と呼ばれることがあった。1992年に神戸ハーバーランドに開設予定の店舗を神戸阪急とするため（「神戸阪急」が正式名称になったのはハーバーランドの新店舗が初めて）、前年の1991年に三宮阪急に改称して営業を続けていた。しかし、1995年1月17日に発生した阪神・淡路大震災により神戸阪急ビル東館が被災し、三宮阪急の部分はほぼ無傷で震災後も数日間は営業していたものの、修復工事のため退去してそのまま閉店となった。
ビルが解体された後、跡地は1999年に地上22階地下1階の三宮阪急ビルを2004年（平成16年）完成で建設する計画が発表されたが景気の低迷から断念し、暫定的なビルを建設して使用していた。地階は、当社やエイチ・ツー・オー リテイリンググループの店舗ではなく、いかりスーパー阪急三宮店が入居していたが、2016年1月に閉店した。
同年4月25日、一度は断念された「神戸阪急ビル東館」の建て替え計画が発表された。
夏頃の着工・2021年の完成を目指すとのことである。2021年1月27日に発表されたとおり、2021年4月26日に新しい「神戸三宮阪急ビル」と商業施設「EKIZO神戸三宮」が開業した。核店舗として系列の阪急オアシスや阪急オアシスの別業態「キッチン&マーケット」が入居している。
なお、2019年10月1日付でそごう神戸店（2017年10月1日付でそごう・西武からエイチ・ツー・オー リテイリングに譲渡済み）が阪急百貨店に転換され、「神戸阪急（2代目）」となることが発表されており、阪急百貨店としては24年ぶりに三宮へ再進出した。

### 神戸阪急 (ハーバーランド)
1992年9月に街開きした神戸ハーバーランド内の店舗で、ダイエーや神戸モザイクと同時に1992年10月1日に開業した。開業当初の運営会社は同年4月に設立された子会社の株式会社神戸阪急だったが、2001年12月に営業の全てを阪急百貨店が引継いで株式会社神戸阪急は会社清算している。
1995年1月17日に発生した阪神・淡路大震災の被害が神戸最大の商業中心地である三宮よりも少なかったため震災の約2カ月後に営業再開し、その直後は集客力がアップして売上が伸び、1995年3月期と1996年3月期の2年間だけは黒字となり、1996年3月期に売上高約259億円を上げた。
客層の変化などに対応するため2004年（平成16年）にベビー用品のアカチャンホンポを誘致したり、2005年（平成17年）のダイエーの撤退を受けて2006年（平成18年）2月1日にグループのスーパーマーケットの阪急オアシスを導入したり、2006年（平成18年）3月期に子供関連売場のエンターテインメント性強化などてこ入れを行ったが、2011年（平成23年）3月期の売上高が約89億円と落ち込んだことから、2012年（平成24年）9月末の賃借契約が切れる前の同年3月11日に閉店した。
当店の閉店に伴い、隣接して営業しているモザイクの運営会社タクトの株式40%全てを大家である三菱倉庫に譲渡して経営権も移行し、当地区から完全に撤退した。
店舗跡は隣接するHa・Re（ハレ）やモザイクと共に施設を所有する三菱倉庫などからイオンモールが受託して大型のショッピングセンターとして一体的に再開発し、2013年（平成25年）4月18日にumieとして開業した。

### 四条河原町阪急
1976年（昭和51年）10月15日に開業した阪急京都本線河原町駅に直結するターミナル百貨店。売場面積が広くなく、大丸・髙島屋といった近隣の老舗百貨店との差別化を図るため、デザイナーズブランドを中心とした若者向けのファッションに特化した店舗展開を行った。
ピーク時の1991年は売上高約171億円を上げていた。デザイナーズブランドブームが去ると競合店に客足を奪われ、業績が低迷した。
業績の改善を目指して2000年以降に2度の大規模な改装を行ったり、2007年（平成19年）10月にグループの阪急電鉄が当店の向かい側の四条河原町北東角に商業施設「コトクロス阪急河原町」を開業した際、共同でスタンプラリーを行って四条河原町地区への集客力向上を図ったが、京都駅周辺との競争の激化やファストファッションなどの低価格の衣料専門店の台頭による「百貨店離れ」などの影響により売上高の減少に歯止めがかからず赤字が続き、小規模な店舗で鉄道の乗降客数に大きく影響するほどの集客力を持たないことから、2010年11月末のビルを所有する住友不動産との賃貸契約が切れる前の同年8月22日に閉店した。
当店閉店後の跡地には、2011年4月27日に京都マルイが開業したが、これも2020年5月12日に閉店し、その後所有者の住友不動産によって「京都河原町ガーデン」として2021年5月12日に開業している。

### 数寄屋橋阪急
東京都心初の店舗として、1956年5月29日にマツダビルディングに数寄屋橋阪急を開業した。
(マツダビルディングはその後銀座東芝ビルへ名称変更し、東急不動産が買収したことに伴い銀座TSビルに名称変更している。)
正式名称が「○○阪急」になった支店は数寄屋橋阪急が初である。これ以降に開業した店舗は名称が「○○阪急」になっているほか、神戸（三宮）・東京大井の両支店も後に改称された。
大井店が成功したことから、当社は都内各地から誘致を受けた。東芝社長の石坂泰三は当社社長の清水雅に対し、「マツダビルディングへそごうが進出検討しているが、阪急百貨店に全館貸し出したい」と申し出た。東芝側の内部事情もあったので時間はかかったものの、小林一三もこの話に乗り気だったため、地下1階から地上3階までの店舗として開業した。ただし、5月29日には1階の阪急ファミリア・子供ショップ（825m2）のみの開業で、やや遅れて6月12日に地階食料品売場を開設した。食料品売場では「数寄屋橋に関西の味」として神戸牛などの扱いをアピールした。こうしたこともあり、1485m2と小規模だったが、1961年の増床までも店員の努力や銀座の立地から年間売上高は高い伸び率を誇った。
東芝本社の移転を受け、当初の予定通り拡張しようとしたが、引き続き東芝グループ会社の本社が置かれていたため、1961年6月13日から2・3階のみを加えた営業を開始した。その後、1966年2月1日から11月24日までの休業期間（第2マツダビルに仮店舗を設置）を経て、1966年11月15日、「モードのお城」をテーマに新装開店した。大学・短大卒の女性を初めて採用し、ファッションセンスを生かして私服で営業するという当時としては斬新なスタイルを取った。地階食料品売場と1階の紳士服飾雑貨を除き、OLをメインターゲットに絞った専門的百貨店としてのリニューアルであった。
その後、有楽町阪急の開業を受けて同店との棲み分けを試行錯誤した。1986年には地階食料品売場を有楽町阪急に1本化して廃止し、1992年にはOLキャリアのスペシャリティストアをコンセプトにリモデルしたが目立った効果はなかった。そこで、「都市生活者のための"MY OFF SCENE CLIP"」をストアコンセプトに、オフタイムに焦点を絞ったリニューアルに着手する。当店のニックネームは化学記号の水素にちなみ、みずみずしいオフタイムとの意味を込め、H2（エイチツー）と定められた。1995年9月1日、地階・1階がリニューアルの先陣を切り、日本初上陸のGAPが入居して注目を浴びた。1996年3月30日に2階へエディバウアーなどがオープンし、同年6月16日には大人のOFFをコンセプトにCDショップHMVなどが入居してリニューアルが完成。若年層や男性客の取り込み、有楽町阪急との差別化による回遊性向上などの効果があった。
H2数寄屋橋阪急は全フロア合わせて社員数50人以下と専門店ビルに近い形態をとっていた。しかし、2004年8月31日に数寄屋橋阪急としての営業を終了した。子会社の阪急ショッピングセンター開発に運営を移管し、同年10月8日に専門店ビルモザイク銀座阪急として開業し、服飾店や雑貨店などのテナント48店が入居して2010年3月期に売上高約50億円を上げている。
2007年にビルを取得した東急不動産が老朽化に伴う建て替えを理由に立ち退きを提案し、「建て替えが必要なほど老朽化はしておらず、正当な立ち退き理由にならない」と主張して反論していたところ、2009年4月に東急不動産が東京地方裁判所に立ち退きを求める訴訟を起こした。
2011年3月4日に東急不動産が立退補償金として60億円を支払って2012年8月末で賃貸借契約を解除することなどで和解が成立したため、2012年8月31日までに営業を終了することを発表した。跡地には2016年に商業施設の東急プラザ銀座が開業した。
1963年封切の東宝映画『社長外遊記』『続社長外遊記』で「丸急デパート」として登場した。後年の形態へと変貌を遂げる1980年代以前の姿が映し出されている。

### 堺 北花田阪急
大阪府堺市（後に堺市北区)に開設されたダイヤモンドシティ・プラウの2核1モールの核店舗の一つとして2004年（平成16年）10月28日に開業した。
売上高の本店依存率が50%を超える体質から脱却を目指して車社会の進展に伴う郊外型ショッピングセンターへの進出を目指す郊外型百貨店のプロトタイプとして出店した戦略店舗であった。
「地域に融合したコミュニティー百貨店」をコンセプトに生鮮食料品や百貨店ならではの総菜や菓子類などを取り揃えた食品売場に注力して売上の約50%を食料品売場で上げることを目指すと共に、2階の大型こども広場もくもく広場を開設したり、地元の幼稚園児から募集したタイルを飾ったり、地元の主婦から募集したレシピを元にした総菜を並べるなど地域に密着した日常性の高い売場となっている。
売上高100億円で営業利益3億円を目標に営業を開始したが、2006年（平成18年）3月期で売上高約87.64億円と開業当初は低迷した。
そのため、ポイントカード顧客を中心に来店促進施策を強化して顧客の固定化を進めると共に、2005年（平成17年）秋に化粧品の品揃えを拡充、2007年（平成19年）春に婦人ファッションを強化するなど見直しを進め、2007年（平成19年）3月期で売上高約95.71億円、2008年（平成20年）3月期で売上高約104.3億円にまで増加させて軌道に乗せたが、「周辺の競合環境が大きく変化し、営業を継続していくことは困難」として、2017年（平成29年）7月31日をもって閉店した。
なお、閉店当時、Sポイント付与可能ポイントカードへの切り替えが他の阪急百貨店等で行われていたものの、当店では行われなかった。

### 統一阪急百貨

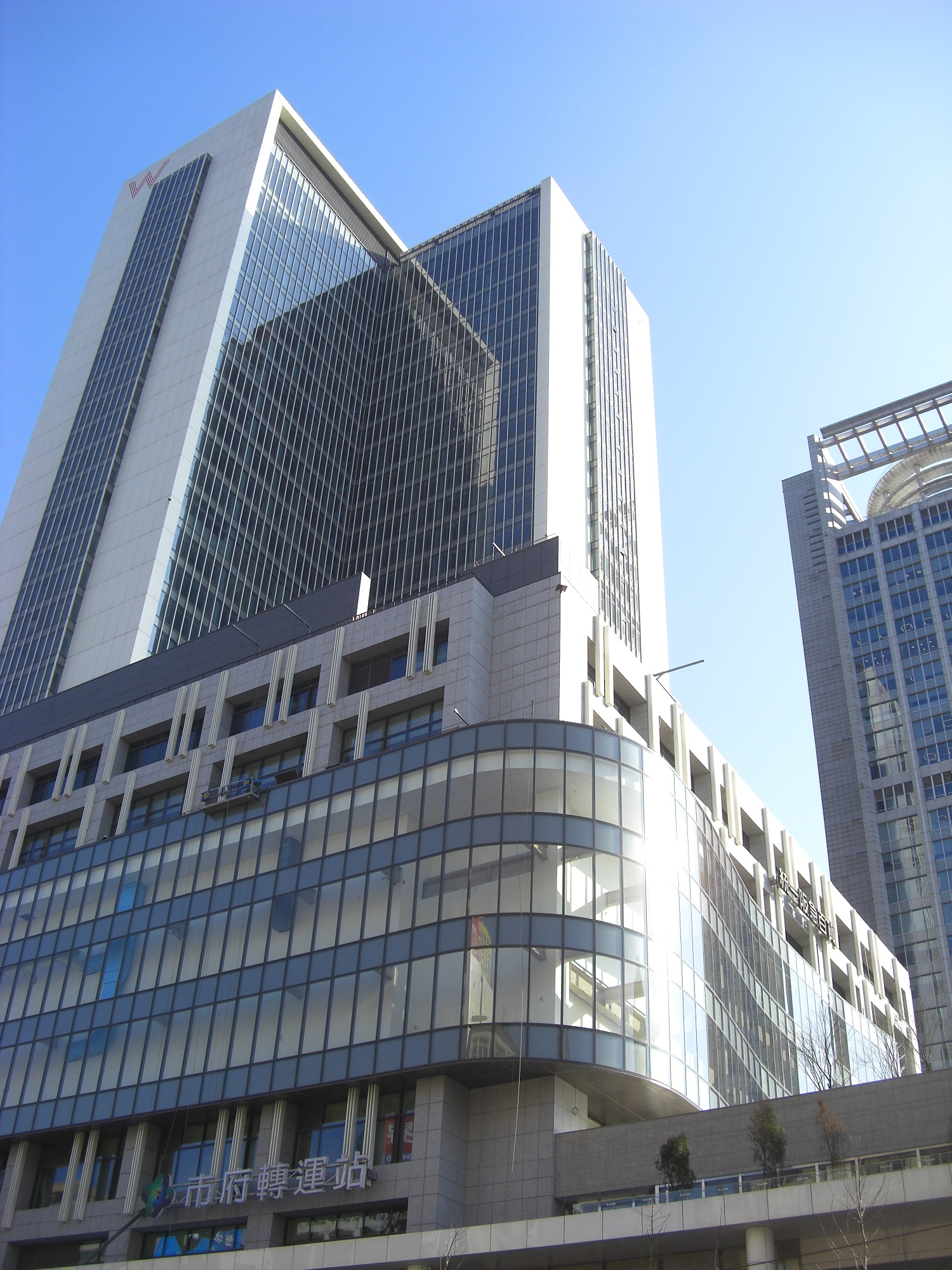
統一阪急百貨台北店

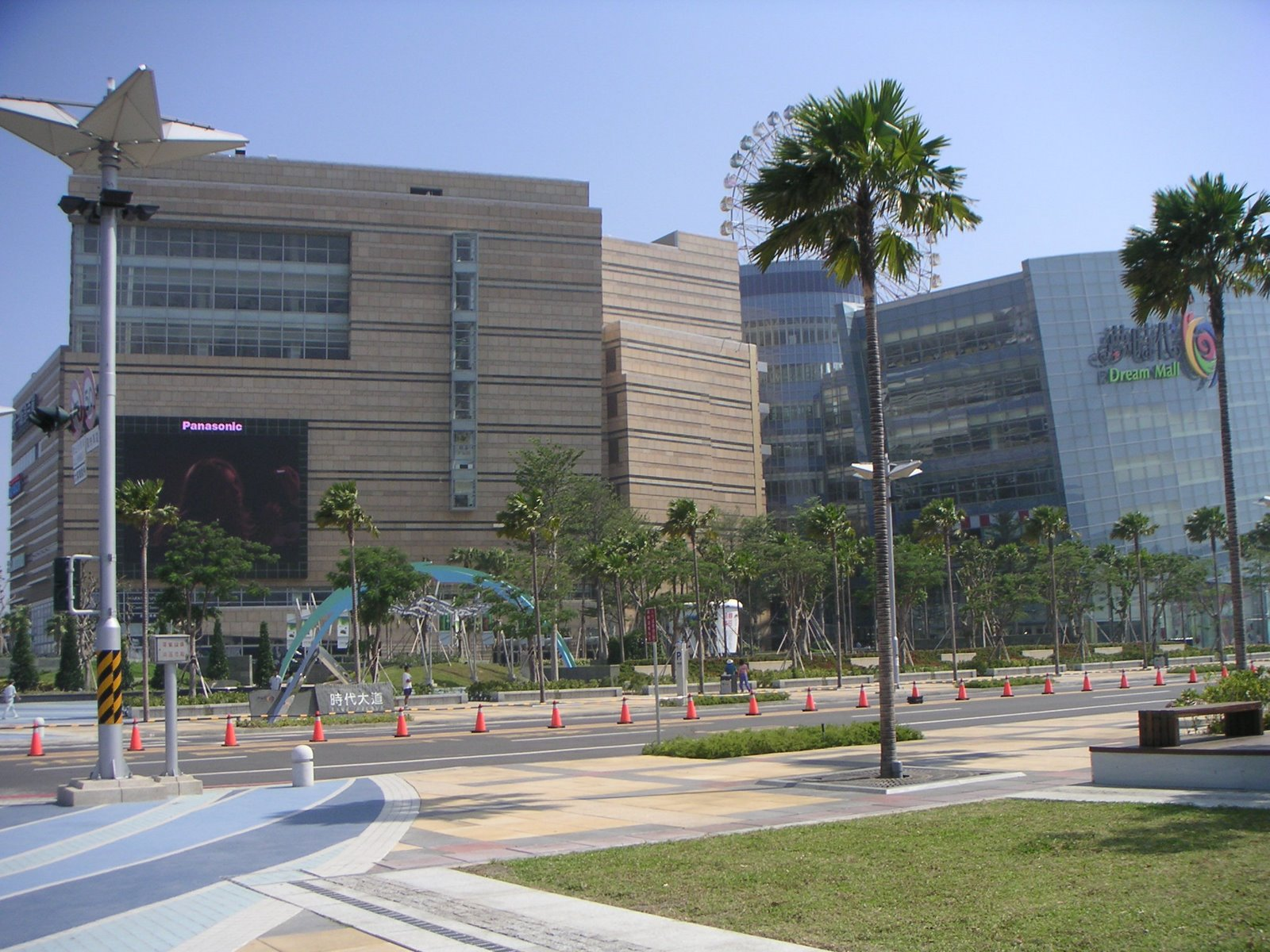
統一阪急百貨高雄店

2006年（平成18年、民国95年）3月に統一企業グループと百貨店の運営に関して業務提携したのが始まりである。
2007年（平成19年、民国96年）5月12日に台湾の高雄市に完成した当時台湾最大のショッピングセンターだった夢時代購物中心の核店舗として統一阪急百貨高雄店を開店して営業を開始した。
2010年（平成22年、民国99年）10月7日に台北市の超高層バスターミナルビル「市府転運站」に2号店の統一阪急百貨台北店を開店している。
2006年（平成18年、民国95年）3月の提携開始当時から、阪急阪神百貨店（当初は阪急百貨店）側は出資を全くしていない純粋な業務提携となっており、阪急阪神百貨店の出資比率は0%である。
2016年2月17日、阪急阪神百貨店との業務提携を解除し、名称を「統一時代百貨」に変更すると発表した。3月3日、新名称での営業を開始。

### 三田阪急
1987年（昭和62年）から1996年（平成8年）まで、兵庫県三田市は10年連続で人口増加率が日本一を記録した。1982年（昭和57年）にはJR福知山線と神戸電鉄の三田駅前において再開発ビル建設の計画が浮上し、百貨店大丸の出店が決まっていたが、大丸が1993年（平成5年）に出店を断念したことで阪急が出店することになった。
しかし、商圏人口が予想より伸び悩んだことなどを理由に、1994年（平成6年）には地下1階から地上5階までの全フロアでの出店を取り止めて2フロアのみへ縮小する方針を打ち出し、保留床も買取から賃貸へ変更となった。2005年（平成17年）9月13日のキッピーモール（三田駅前一番館）の竣工式が行われ、9月15日にキッピーモールの核店舗として三田阪急が開業した。
2フロアの内1階の食品売場部分もグループの食品スーパー阪急オアシスが運営し、2階のファッション売場のみを直営としてうめだ本店の菓子の取り寄せサービスなどで規模の小ささを補う営業形態となっており、郊外立地の実験店としての性格を持たせていた。当店の入居するビルは3階と4階は専門店街で5階がレストラン街、6階に市が運営する「まちづくり協働センター」などが入居する複合施設となっている。
2011年（平成23年）に阪急阪神百貨店が店舗運営を3つの事業部に分けた際、当店は郊外の小型店を担当する第三店舗事業部の所属となり、販売と仕入を同一の部門が担当する体制に移行した。2020年3月期の売上高は13億6400万円。
2020年（令和2年）12月18日、エイチ・ツー・オーリテイリングは三田阪急を2021年夏から秋をめどに閉店することを発表した。系列の阪急オアシスは1階で営業を続けているが、2階の三田阪急は2021年（令和3年）8月1日をもって閉店した。

### 小型店舗
現在は阪急オアシスやイズミヤなどエイチ・ツー・オー リテイリング傘下の各スーパーで百貨店ギフトの取り扱いを行うのみだが、かつては贈答品の発注を行う'ギフトラボ'や、イングスの小型店を阪急沿線に展開していた。
大宮営業課
京都市中京区四条通大宮東入錦大宮町127　阪急大宮駅ビル内
旧・京都営業所。1945年12月22日、「阪急大宮食堂」を開設し、のちに京都ホワイトストアと改称。本店や神戸支店のホワイトストア同様、安価で美味な食堂として利用された。1階正面とホームには、各駅の売店と異なり、阪急百貨店直営の売店が設置されていた。1968年、駅ビル完成により、従来の「京都ホワイトストア」に代わり、喫茶「ホワイト」、「グリル風車」、宝梅ずし、鶴喜そば、東春閣。お好み焼き「北野」からなる「京都食堂街」をビルの1階に開設した。四条河原町阪急の開業後は、四条河原町阪急に売上を合算した。
関西国際空港売店
大阪府泉南郡田尻町泉州空港中1番　関西国際空港第1ターミナル
関西空港第1ターミナル3階、西日本グルメゾーン
ギフトラボ茨木
大阪府茨木市永代町1-5　茨木市駅ビル「ロサヴィア」
阪急東宝グループとして共同設置した「ペルソナ茨木」内の1コーナー。ペルソナは「ペルソナカード」発行に始まる同グループ共同事業の一環として、有楽町阪急を皮切りに各地にカウンターを設置していた。東宝の映画券や宝塚歌劇の観劇券なども取り扱った。
ギフトラボ日生中央
兵庫県川辺郡猪名川町松尾台1-2-1　日生中央サピエ内
日生中央駅にグループのスーパーマーケット、阪急オアシスが中心となるショッピングセンターを開設し、その一角に設置された。現在も阪急オアシスが核店舗かつ施設管理者として日生中央サピエに残っている。
ギフトラボ伊丹
兵庫県伊丹市行基町3-16-6
ギフトラボ塚口
兵庫県尼崎市南塚口町2-12-22　イングス塚口
イングス塚口（後述）に併設されていた。
ギフトラボ豊中
大阪府豊中市曽根東町1-9-25　ファミール曽根104
阪急曽根駅前に丸紅が分譲したマンションの1階にあった「阪急百貨店一茶一遊」に併設されていた。

#### イングス
| 店名                             | 所在地                          | 最寄駅       | 備考                                                                     |
| -------------------------------- | ------------------------------- | ------------ | ------------------------------------------------------------------------ |
| イングス塚口                     | 兵庫県尼崎市南塚口町2-12-22     | 阪急塚口駅   |                                                                          |
| イングス高槻                     | 大阪府高槻市城北町2-1-18        | 高槻市駅     | ミング阪急高槻内                                                         |
| イングス日生中央店               | 兵庫県川辺郡猪名川町松尾台1-2-1 | 日生中央駅   | 日生中央サピエ内、ギフトラボ日生中央を併設。阪急オアシスは2022年も営業中 |
| イングスフィットネスステーション | 大阪府豊中市新千里東町1-5-1     | 千里中央駅   | 跡地は千里阪急銘菓売場                                                   |
| イングス川西店                   | 兵庫県川西市栄町11-1            | 川西能勢口駅 | モザイクボックス内                                                       |

## 実現しなかった店舗

### 北浜阪急
開発業者からの招致を受けて2006年（平成18年）から長谷工コーポレーションなどが進めていた大阪市の京阪電気鉄道と大阪市営地下鉄北浜駅に直結する三越大阪店跡地の超高層マンションの低層部の商業施設部分に三田阪急と同様に阪急オアシスの食品スーパーと百貨店の衣料品売場などを組み合わせる形式での出店を構想して交渉を進め、ライバルの百貨店が撤退した跡地への進出として注目を集めたが、オフィスビルが多い立地で日常の買い物を行う住民が少ない立地のため出店効果が薄い上、条件面でも開発業者側と折り合わないとして2007年（平成19年）6月14日に出店を断念したこと明らかにした。
当店が出店断念したため、京都府本社のスーパーマーケットフレスコ北浜プラザ店を中核店舗とする「The Kitahama (ザ・キタハマ)」はこの再開発ビル下層の商業施設として開業した。

### なかもず阪急
大阪府堺市の中百舌鳥駅前再開発事業の商業施設として、進出する計画が発表され、  そごうや西武百貨店などとともに入札したが、西武が落札した。しかし、景気悪化などを受けて最終的に西武も断念。堺市の「中百舌鳥副都心計画」も参照。

### 奈良阪急
ダイヤモンドシティ（現：イオンモール）により積極的に郊外型ショッピングセンターの建設を計画していたジャスコ（現：イオン）は、郊外立地の将来性を確信し、日本で初めてとなる2つの核店舗を持つ郊外型ショッピングセンターの計画を立てた。当時郊外立地の出店を考える百貨店は少なく消極的だったこともあり難航した中で当社が関心を示した。
これに対し、近畿日本鉄道は沿線への他社資本の進出を嫌い、ダイヤモンドシティと共同出資の新会社「ダイヤモンドファミリー」を1970年12月に設立。1972年3月14日、「ならファミリー」及び同ショッピングセンター内に県内初の百貨店として近鉄百貨店奈良店が開業した。

### 三ノ宮阪急
国鉄（当時）が三ノ宮駅前に建設する三宮ターミナルビルに3,000m2のキーテナントとして入居する計画があったものの、当初の計画よりもさらに売場面積が縮小されることになったことによって断念した。代わりにそごう、大丸、髙島屋、阪神百貨店などが出店を争ったが、ダイエーグループが運営するプランタン三宮が開業した。

## 独自の売場
昭和初期にアイスクリームの製造、販売を手掛けたことに見られるように、創業以来、自社独自商品の展開・販売に注力している。

### 自主編集売場

#### ファッション
D.EDIT
D-LAB
ポップアップサーカス
うめだ本店4階。国内外のデザイナーズブランドを中心に独自のセレクトを行う「D.EDIT（ディー・エディット）」と、新しいデザイナーやストリートの完成を持つ国内外ブランドを掘り起こす「D-LAB（ディー・ラボ）」から構成されている。2023年秋には、それらのコーナーを縮小し、モードファッションの期間限定ショップを出展するコーナー「ポップアップサーカス」もオープン。
神戸阪急の新館と同じく飲食店もある。同一フロアで「マルニフラワーカフェ」や「トム ブラウン」のチョコレートショップを展開し、ブランドの世界観を五感で感じられるコーナーとしている。
Peanuts LIFE & TIMES（ピーナッツライフ&タイムス）
阪急百貨店ではピーナッツ (漫画)のイベントが長年うめだ本店で開かれている。
このイベントやキャラクター専門店に対し、「クオリティを感じること」「キャラクター性よりも理念を感じられること」「ウィットに富んでいること」の『大人ピーナッツ３箇条』に従った独自商品を開発し、子育て世代の母親らをターゲットとしたショップを作った。2018年（平成30年）11月7日に西宮阪急4階、2023年（令和5年）5月31日には、神戸阪急本館5階「Affection for Life」フロアの一部にオープン
西宮阪急、神戸阪急とも、このショップがオープンした際の店長は杉崎聡である。

#### 食品
郊外店やハーバーランドの神戸阪急では食品売場で差別化を図っていた。長年、生鮮産品やグロッサリーなどのデイリーのMDについては8割を自前で運営してきた。2013年時点では今後も続ける方針としていたが、人件費やオペレーションの問題もあり、2025年現在は西宮阪急と千里阪急の鮮魚、日配品などに限られている。
赤と青
野菜とフルーツを扱うショップだった。かつて、うめだ本店、川西阪急、宝塚阪急、西宮阪急に展開していたが、2025年3月27日に西宮阪急の売場も消滅。博多阪急では九州屋が「ベジタブル&フルーツ赤と青」を展開している。
魚浜
○○（地名）魚浜と名乗る鮮魚売場。千里阪急に千里魚浜、西宮阪急に西宮魚浜という自主編集売場があり、阪急阪神百貨店の社員が魚を捌いている。また、高槻阪急では「鮮魚たかぎ」をはじめ外部運営による鮮魚売場の総称として展開している。　
- かつては自主編集売場で川西阪急、宝塚阪急、ハーバーランドの神戸阪急に、大起水産などのテナント入居でうめだ本店にも、それぞれ「魚浜」があった。

日本の銘菓撰
全国各地の和菓子、洋菓子を集めた自主編集売場。神戸阪急では銘品売場と隣接して『銘菓 日本の味』、他の支店では銘品と一体化した『銘菓・銘品日本の味』として展開。
日本の味
髙島屋の「味百選」などに相当する、銘品売場。うめだ本店のみ、銘菓とは独立して別のフロアに展開している。

### その他
カレーパンノヒ
ハウス食品との共同開発商品。様々な具材や期間限定の味を用意した、ギフトにも配慮したカレーパン。
バトンドール
グリコ、髙島屋との3者共同開発商品。阪急うめだ本店、博多阪急、神戸阪急(そごう神戸店時代の2018年から)のほか、髙島屋大阪店、京都髙島屋S.C.（髙島屋京都店）、大阪国際空港（伊丹空港）でも展開している。期間限定で新大阪駅、ジェイアール名古屋タカシマヤなどで販売されることもある。
豆狸
1972年にうめだ本店で創業した稲荷寿司の専門店。当社グループの阪急デリカが製造している。かつて阪神百貨店も同様な専門店を自社や名鉄百貨店に出店して対抗していたが、撤退。かわってこちらが阪急百貨店のほとんどの店に加え、現在は同じ会社となった阪神百貨店梅田本店、ライバル他社の大丸札幌店や髙島屋大阪店などにも出店している。
フルーツギャザリング
グループ会社のエフ・ジー・ジェイが運営する化粧品セレクトショップ。他社運営施設内と西宮阪急では「フルーツギャザリング」、高槻、千里、川西の各店は阪急フルーツギャザリングとして、フルーツギャザリング独自のポイント付与などに違いがある。
Hankyu Mode Kobe
ハンキュウモードコウベ。神戸阪急の新館1階から3階に立地するモードファッションの売場(自主編集売場はない)。ブルーボトルコーヒーやウカデザインストア、コンランショップなどと共に衣食住混在で展開している。うめだ本店のモードフロア同様、五感でブランドを感じられるようにするほか、大丸神戸店との差別化が目的。サステナビリティに配慮し、六甲山の間伐材などを什器に使用している。

## 沿革

### 阪神急行電鉄→京阪神急行電鉄直営時代
- 1925年（大正14年）6月1日 - 阪神急行電鉄梅田駅（現・阪急電鉄梅田駅）に隣接した阪急ビル（梅田阪急ビル）に阪急直営マーケットを開業[3]。
- 1929年（昭和4年）4月15日 - 鉄道会社直営のターミナルデパートとしては世界初の阪急百貨店（現・うめだ本店）を創業した[3]。
- 1936年（昭和11年）4月11日 - 阪神急行電鉄神戸駅（現・阪急電鉄神戸三宮駅）ターミナルビルに三宮食料品店（のちの三宮阪急）が開店[11]。

### （初代）株式会社阪急百貨店
- 1947年（昭和22年）
  - 3月 - 京阪神急行電鉄より分離独立し、株式会社阪急百貨店設立（初代社長に京阪神急行電鉄の清水雅が就任）[11]。
  - 4月1日に株式会社阪急百貨店として開業[11]。
- 1953年（昭和28年）11月23日 - 国鉄大井町駅（現・JR大井町駅）前に阪急百貨店東京大井店が開店[11]。
- 1956年（昭和31年）5月29日 - 数寄屋橋阪急（マツダビルディング内）が開店[11]。
- 1965年（昭和40年）8月24日 - 東京都港区芝浦に芝浦配送センター（地下1階、地上4階建て、敷地面積993m2、延床面積2395m2）が設置[11]。
- 1967年（昭和42年）10月3日 - 10月1日の阪急ブレーブスリーグ優勝を記念して、本・支店で「全店阪急ブレーブス優勝記念・阪急大躍進セール」が実施[11]。
- 1970年（昭和45年）
  - 3月11日 - 北大阪急行電鉄千里中央駅隣接地に千里阪急が開店[11]。
- 1975年（昭和50年）11月3日 - 前日の日本シリーズで広島東洋カープを破り、阪急ブレーブスが1位になったため、各店で「チャンピオンセール」が実施[11]。
- 1976年（昭和51年）10月15日 - 阪急電鉄河原町駅隣接地に四条河原町阪急が開店[11]。
- 1982年（昭和57年）10月8日 - 阪急電鉄梅田駅東側に阪急イングスが開店[11]。
- 1984年（昭和59年）
  - 6月2日 - 江東区有明1丁目に有明商品センターが開設[11]。
  - 10月6日 - 国鉄有楽町駅（現・JR有楽町駅）前に有楽町阪急が開店[11]。
- 1989年（平成元年）4月4日 - 阪急電鉄川西能勢口駅前に川西阪急が開店[11]。
- 1991年（平成3年）1月 - ハーバーランドへの新店舗開設のため、三宮駅にあった神戸支店を三宮阪急に改称し、東京大井店を大井阪急に改称[11]。
- 1992年（平成4年）10月1日 - 神戸ハーバーランドに神戸阪急が開店[11]。
- 1993年（平成5年）4月15日 - 阪急電鉄宝塚駅前再開発ビル「ソリオ宝塚」に宝塚阪急のファッション・リビングフロアが開店[11]。
- 1994年（平成6年）3月18日 - 阪急電鉄宝塚駅新ターミナルビル内にフーズフロアが完成し、宝塚阪急がグランドオープン[11]。
- 1995年（平成7年）1月17日 - 阪神・淡路大震災により三宮阪急が被災（そのまま閉店）[89]。
- 2000年（平成12年）
  - 1月31日 - 大井阪急が閉店。
  - 2月5日 - 大井阪急食料品売場が大井阪急食品館として営業再開。
  - 3月17日 - 横浜市営地下鉄センター北駅前に都筑阪急が開店（モザイクモール港北同時開業）[27]。
  - 4月25日 - 大井阪急食品館を核とするショッピングセンター・阪急大井町デイリーショッパーズ開店[89]。
- 2003年（平成15年）3月1日 - 阪急共栄物産株式会社を合併[40]。
- 2004年（平成16年）
  - 4月19日 - 阪急イングスがうめだ阪急イングス館としてリニューアルされる。
  - 8月31日 - 数寄屋橋阪急が閉店[44]
  - 10月8日 - 数寄屋橋阪急がモザイク銀座阪急となり阪急ショッピングセンター開発に運営移行）[44]。
  - 10月28日 - 北花田駅前のダイヤモンドシティ・プラウ（現・イオンモール堺北花田）に堺 北花田阪急が開店[30]。
- 2005年（平成17年）
  - 8月16日 - うめだ本店南側半分の解体・新築工事に着手[50]。
  - 8月19日 - うめだ本店は北側半分が開業[50]。仮設売場として「サン広場館」が開設（阪急グランドビルに隣接）。
  - 9月13日 - 旧阪急梅田駅地上駅コンコース（うめだ本店前、梅田阪急ビル1階）の天井装飾の公開を終了。翌日より覆いがなされる[51]。
  - 9月15日 - JR宝塚線・神戸電鉄三田駅前の三田駅前一番館に三田阪急が開店[155]。
- 2006年（平成18年）
  - 7月11日 - うめだ本店南側部分の取り壊し開始。
  - 9月1日 - 阪急オアシス、阪急ファミリーストア、阪急ニッショーストアなど計8社を完全子会社とする中間持株会社「阪食」を設立し阪急食品工業と分担して阪食の株主となる[43]。

### （2代目）株式会社阪急百貨店
- 2007年（平成19年）10月1日 - （初代）株式会社阪急百貨店が純粋持株会社「エイチ・ツー・オー リテイリング株式会社」へ移行するのに伴い会社分割（新設分割）により（2代目）株式会社阪急百貨店が設立され、阪急百貨店の事業を承継[73]。
- 2008年（平成20年）3月31日 - 大井阪急食品館が再開発のため閉店[91]。

### 株式会社阪急阪神百貨店
- 2008年（平成20年）
  - 10月1日 - 株式会社阪急百貨店が株式会社阪神百貨店を合併し「株式会社阪急阪神百貨店」に商号変更[74]。この会社合併に伴い、本店の名称を「大阪・うめだ本店」から「阪急うめだ本店」に改称。
  - 11月26日 - 阪急西宮スタジアム跡地「阪急西宮ガーデンズ」に西宮阪急が開店[34]。
- 2009年（平成21年）
  - 8月31日 - うめだ本店の北側部分を閉鎖。新店舗の開店準備が行われる。
  - 9月3日 - うめだ本店の新店舗・南側部分（第1期分）が先行開業[61]。同日、仮設売場として設置された「サン広場館」が閉鎖。引き続き、残る北側部分の解体・建替工事が行われた。
- 2010年（平成22年）
  - 8月22日 - 四条河原町阪急が閉店[47]。
- 2011年（平成23年）
  - 3月3日 - JR博多駅新駅ビル（JR博多シティ）内に博多阪急が開店[38]。
  - 10月15日 - 有楽町阪急をリニューアルした「阪急MEN'S TOKYO」が開店[45]。
- 2012年（平成24年）
  - 3月11日 - ハーバーランドの神戸阪急が閉店[48]。
  - 10月25日 - うめだ本店の新店舗・第2期分（北側部分）が先行開業（この時点で、新本館全体の8割分が開業）。「阪急百貨店メンズ館」を「阪急メンズ大阪」に改称。
  - 11月18日 - イングス館を閉鎖[66]。
  - 11月21日 - うめだ本店が全面的な建て替えが完了して全館開業[67]。イングス館を8階に移設して「スポーツファッション・イングス」フロアを開設[66]して営業開始[174]。
- 2019年（平成31年・令和元年）
  - 10月1日　- グループのエイチ・ツー・オーアセットメントから阪急阪神百貨店に、前日に営業を終了したそごう神戸店、西武高槻店を移管。神戸阪急と高槻阪急にリブランド。なお、10月4日までは開店準備のため両店とも休業。
  - 10月5日 - 三宮の神戸阪急と高槻阪急が営業開始。
- 2021年（令和3年）
  - 8月1日 - 三田阪急を閉店

## 阪急百貨店吹奏楽団
1960年（昭和35年）に創設された。阪急阪神百貨店グループに勤務する従業員のみで構成される職場バンドである。2008年（平成20年）10月1日、阪神百貨店との合併以降も名称は変更されていない。
全日本吹奏楽コンクールの常連で、鈴木竹男（2005年没）が率いて1961年から1位や金賞を連発しアマチュア吹奏楽団としては日本一の伝統と実力を誇っていた。かつては団員の育成機関として阪急商業学園を擁し、阪急少年音楽隊（現・早稲田摂陵高等学校吹奏楽コース）としてのセミプロ的活動も活発に行われていた。当時は全国強豪の西宮市立今津中学校から、阪急商業学園を通り、阪急百貨店に入るメンバーもいた。阪急ブレーブスの存続時は阪急西宮球場での応援歌演奏も担当し、当初は有志の交代制だったが、1979年秋に百貨店としてのブレーブス応援部が結成され、常時派遣者と交代派遣者が「ラッパ隊」として担当した。
| 年度 | 部門        | 曲名 | 結果                        | 指揮                        |
| ---- | ----------- | --- | --------------------------- | --------------------------- |
| 1961 | 職場A       | 運命の力 序曲 | 1位                         | 鈴木竹男                    |
| 1962 | 職場A       | セミラーミデ 序曲 | 1位                         | 鈴木竹男                    |
| 1963 | 職場A       | リエンツィ 序曲 | 1位                         | 鈴木竹男                    |
| 1964 | 職場A       | 亡き女王のためのパヴァーヌ 秋のビギン スペインの姫君 幻想曲 ダブルス・フォン スペイド・フェア 交響曲第4番（チャイコフスキー） | 特別演奏                    | 鈴木竹男                    |
| 1965 | 職場A       | 雪娘 軽業師の踊り | 1位                         | 鈴木竹男                    |
| 1967 | 職場A       | マンハッタン交響曲 | 1位                         | 鈴木竹男                    |
| 1968 | 職場A       | ダンスと交響曲 | 1位                         | 鈴木竹男                    |
| 1969 | 職場A       | シンフォニア・ノビリッシマ | 1位                         | 鈴木竹男                    |
| 1970 | 職場A       | 序曲1812年 | 特別演奏                    | 鈴木竹男                    |
| 1971 | 職場A       | ドラマティコ | 金賞                        | 鈴木竹男                    |
| 1973 | 職場A       | こうもり 序曲 | 金賞                        | 鈴木竹男                    |
| 1974 | 職場A       | ジプシー男爵 | 金賞                        | 鈴木竹男                    |
| 1976 | 職場A       | 謝肉祭 序曲 | 金賞                        | 鈴木竹男                    |
| 1977 | 職場A       | 交響曲第5番 第四楽章（チャイコフスキー）                                                                                      | 銀賞                        | 鈴木竹男                    |
| 1978 | 職場A       | スターウォーズ | 銀賞                        | 鈴木竹男                    |
| 1979 | 職場A       | ルイ・ブラス 序曲 | 金賞                        | 鈴木竹男                    |
| 1980 | 職場A       | ナブッコ 序曲 | 金賞                        | 鈴木竹男                    |
| 1981 | 職場A       | 四季 より 秋（グラズノフ） | 金賞                        | 鈴木竹男                    |
| 1982 | 職場A       | ファウストよりバレエ音楽 | 金賞                        | 鈴木竹男                    |
| 1983 | 職場A       | 組曲第4番 絵のような風景 1行進曲 4ジプシーの祭り                                                                              | 金賞                        | 鈴木竹男                    |
| 1984 | 職場A       | 行進曲 なつかしのパナマ こうもり 序曲 行進曲 サーカス・ビー                                                                   | 特別演奏                    | 鈴木竹男                    |
| 1985 | 職場A       | ファンファーレ、バラードとジュビリー                                                                                          | 金賞                        | 鈴木竹男                    |
| 1986 | 職場A       | ニュルンベルクのマイスタージンガー 第一幕への前奏曲                                                                           | 銀賞                        | 鈴木竹男                    |
| 1987 | 職場A       | 交響曲第8番 第4楽章（ドヴォルザーク）                                                                                         | 金賞                        | 鈴木竹男                    |
| 1988 | 職場A       | エジプト舞曲 | 金賞                        | 鈴木竹男                    |
| 1989 | 職場A       | 美しきガラチア | 銀賞                        | 鈴木竹男                    |
| 1990 | 職場A       | サムソンとデリラ バッカナール                                                                                                 | 金賞                        | 鈴木竹男                    |
| 1991 | 職場A       | ニュルンベルクのマイスタージンガー 第3幕徒弟たちの入場と親方たちの入場                                                        | 金賞                        | 鈴木竹男                    |
| 1992 | 職場A       | ミニヨン 序曲 | 銀賞                        | 鈴木竹男                    |
| 1993 | 職場A       | ドン・キホーテ より | 金賞                        | 鈴木竹男                    |
| 1994 | 職場A       | シルヴィアより バッカスの行列                                                                                                 | 金賞                        | 鈴木竹男                    |
| 1995 | 職場A       | ザンパ 序曲 | 金賞                        | 鈴木竹男                    |
| 1996 | 職場A       | 3年連続金賞のため不出場 | 3年連続金賞のため不出場     | 3年連続金賞のため不出場     |
| 1997 | 職場A       | シチリアの夕べの祈り 序曲 | 金賞                        | 鈴木竹男                    |
| 1998 | 職場A       | 雪娘 軽業師の踊り | 金賞                        | 鈴木竹男                    |
| 1999 | 職場A       | 組曲第3番劇的風景 マクベス、終幕の情景                                                                                        | 金賞                        | 鈴木竹男                    |
| 2000 | 職場A       | 3年連続金賞のため不出場 | 3年連続金賞のため不出場     | 3年連続金賞のため不出場     |
| 2001 | 職場A       | 地上の冒険 | 銀賞                        | 秦和夫                      |
| 2002 | 職場A       | 悪魔の踊り | 金賞                        | 秦和夫                      |
| 2003 | 職場A       | ラ・バヤデール アダージョ パ・ド・ドゥ〜フィナーレ                                                                            | 銀賞                        | 秦和夫                      |
| 2004 | 職場A       | 3年連続全国出場のため不出場                                                                                                   | 3年連続全国出場のため不出場 | 3年連続全国出場のため不出場 |
| 2005 | 職場A       | 不明 | 不明                        | 不明                        |
| 2006 | 職場A       | 船渡御絵巻 | 銀賞                        | 飯守伸二                    |
| 2007 | 職場A       | オベロン 序曲 | 金賞                        | 飯守伸二                    |
| 2008 | 職場A       | エグモント 序曲 | 銀賞                        | 井上学                      |
| 2009 | 職場・一般A | 3年連続出場のため不出場 | 3年連続出場のため不出場     | 3年連続出場のため不出場     |
| 2019 | 職場・一般A | ルイ・ブラス | 府大会 銀賞                 | 飯守伸二                    |

## プロ野球の優勝・応援セールの扱い

### 阪急ブレーブス・阪神タイガース
- 1967年（昭和42年）の初優勝以来、阪急ブレーブス（現オリックス・バファローズ）が優勝した年（1968年（昭和43年）・1969年（昭和44年）・1971年（昭和46年）・1972年（昭和47年）・1975年（昭和50年）-1978年（昭和53年）・1984年（昭和59年））に、パ・リーグや日本選手権シリーズで優勝した直後から、梅田本店の店頭に吊るされたくす玉を割り、盛大な優勝記念セールを開催した。のちに社長となる福光尚次が宣伝部長時代に発案したものとされている。
- しかし、1988年（昭和63年）を最後に、オリエントリース（現オリックス）に譲渡されて以後は、オリックスの優勝セールは神戸阪急（ハーバーランド）のみの実施となった反面、百貨店と球団が同一グループでなくなったため、大丸神戸店・（後に阪急百貨店となる）そごう神戸店など神戸市内に店舗を構える同業者も参入していた[注釈 13]。2003年（平成15年）と2005年（平成17年）に阪神タイガースがセ・リーグ優勝を決めた際はうめだ本店が髙島屋（大阪店）[注釈 14]・大丸（心斎橋店・梅田店）との4店舗共同で「オーサカバンザイセール」を開催したことがある。これは阪神と阪急が当時競合関係にあったため[注釈 15]、阪神球団から「タイガース優勝セール」の使用許諾が得られず[注釈 16]、直接的に「タイガース」と表現できなかったからである[179]。
- その後、2008年（平成20年）10月に、前年2007年（平成19年）10月に経営統合した持株会社・エイチ・ツー・オーリテイリング傘下の百貨店事業会社が合併し「阪急阪神百貨店」が発足したことで、その合併記念セールの一環として、「めざせ日本一！阪神タイガース応援セール」（セントラルリーグ・クライマックスシリーズ進出決定記念セール）が、阪急百貨店・阪神百貨店の各店で開催された。
- 2010年（平成22年）にも阪神タイガースが、同年度のセントラルリーグの公式戦での順位が2位に確定したことにより、同年10月9日から12日まで「めざせ日本一！阪神タイガース応援セール」（クライマックスシリーズ進出決定記念セール）が、阪急百貨店・阪神百貨店の各店で行われた。
- 2023年（令和5年）は阪神タイガースがセ・リーグ優勝と日本一を決めたが、いずれも優勝セールに関しては、店舗ブランドでの性格分けを行う観点から阪神百貨店の各店舗が対象となり、阪急百貨店では懸垂幕の掲出のみとなった[180][181]。これについては公式に表明されている店舗の性格分けだけでなく、阪急直系の阪急ブレーブスの後身であるオリックス・バファローズが対戦相手となる可能性が同年のパ・リーグの順位とクライマックスシリーズの結果次第で初めて想定され、結果的にそれが実現したことによる過去の阪急ブレーブスの関係者やファンの心情に対する配慮が関係しているかは不明である。
- 一方、阪急交通社では、個人旅行事業を阪神航空から承継して一本化していることもあり、旅行商品の販売でタイガース優勝セールを行った。

### その他球団
- 博多阪急では、2011年（平成23年）10月2日-8日に「祝・リーグ優勝 目指せ日本一応援SALE」と題して福岡ソフトバンクホークスの優勝セールを開催した。それ以降も優勝セールや応援セールが開かれている。
- エイチ・ツー・オー リテイリング傘下の「エイチ・ツー・オー アセットマネジメント（イズミヤ旧法人）」に運営権を委譲された西武高槻店とそごう神戸店では、他のそごう・西武各店と異なり2018年の埼玉西武ライオンズの優勝セールを行わなかった[注釈 17]。特に、1980 - 1990年代に西武の優勝セールが恒例化し、年度によっては西武球団所属選手も招かれるなど大規模に行われていた西武高槻店では、優勝セールを行わないことと阪急阪神東宝グループが運営している旨の掲示が行われていた。
  - 一方、そごう神戸店に関しては上記の通り、オリックス球団が『ブルーウェーブ』の名称だった1995・1996年に優勝セールを行ったことがある。また、阪神電気鉄道が大家の三宮阪神ビルに入居しているため、そごう時代から何度か阪神タイガースの応援・優勝セールが実施されており、年によっては臨時で阪神タイガースグッズのショップも設けられていた。